# Chiến dịch Mãn Châu (1945)
Chiến dịch Mãn Châu hay Chiến dịch tấn công chiến lược Mãn Châu (tiếng Nga: Манчжурская стратегическая наступательная операция), hay Cuộc tấn công của Liên Xô vào Mãn Châu hay Chiến tranh chống lại Nhật Bản của Liên Xô (tiếng Nhật:ソ連対日参戦) theo cách gọi của phía Nhật Bản, là chiến dịch quân sự của Quân đội Liên Xô nhằm vào Đạo quân Quan Đông của Đế quốc Nhật Bản tại Mãn Châu, được thực hiện theo thoả thuận của Liên Xô với các nước Đồng Minh tại Hội nghị Yalta tháng 2 năm 1945. Xét theo quân số tham chiến, đây cũng là chiến dịch quân sự trên bộ lớn nhất trong Chiến tranh Thái Bình Dương (lớn hơn mọi chiến dịch của Hoa Kỳ và Anh), được bắt đầu vào ngày 9 tháng 8 và kết thúc ngày 2 tháng 9 năm 1945.
Đạo quân Quan Đông là lực lượng trên bộ tinh nhuệ bậc nhất của Đế quốc Nhật Bản, tuy nhiên đội quân này vẫn kém rất xa Lục quân Liên Xô cả về trang bị và kinh nghiệm. Được chỉ huy bởi một thế hệ tướng lĩnh trưởng thành trong nghệ thuật quân sự Xô viết, Quân đội Liên Xô đã vận động cuộc chiến một cách linh hoạt ở mọi cấp độ, nhanh chóng xuyên thủng các khu vực phòng thủ ngoại vi, thọc sâu vào trung tâm, chia cắt, làm tê liệt và bức hàng đạo quân Quan Đông, kiểm soát Mãn Châu, Bắc Triều Tiên và miền Nam Sakhalin chỉ trong vòng 2 tuần, tạo tiền đề cho việc đổ bộ chiếm đóng thành công quần đảo Kuril trong thời gian ngắn sau đó.
Cùng với hai quả bom nguyên tử được ném xuống Nhật Bản ngày 6 và 9 tháng 8 năm 1945, thành công của chiến dịch Mãn Châu đã góp phần thúc đẩy Đế quốc Nhật Bản nhanh chóng chấp nhận đầu hàng vô điều kiện, kết thúc chiến tranh và tạo thời cơ cho một loạt quốc gia châu Á đứng lên giành lại độc lập.

## Bối cảnh của chiến dịch

### Đặc điểm tự nhiên, lịch sử và vai trò của Mãn Châu

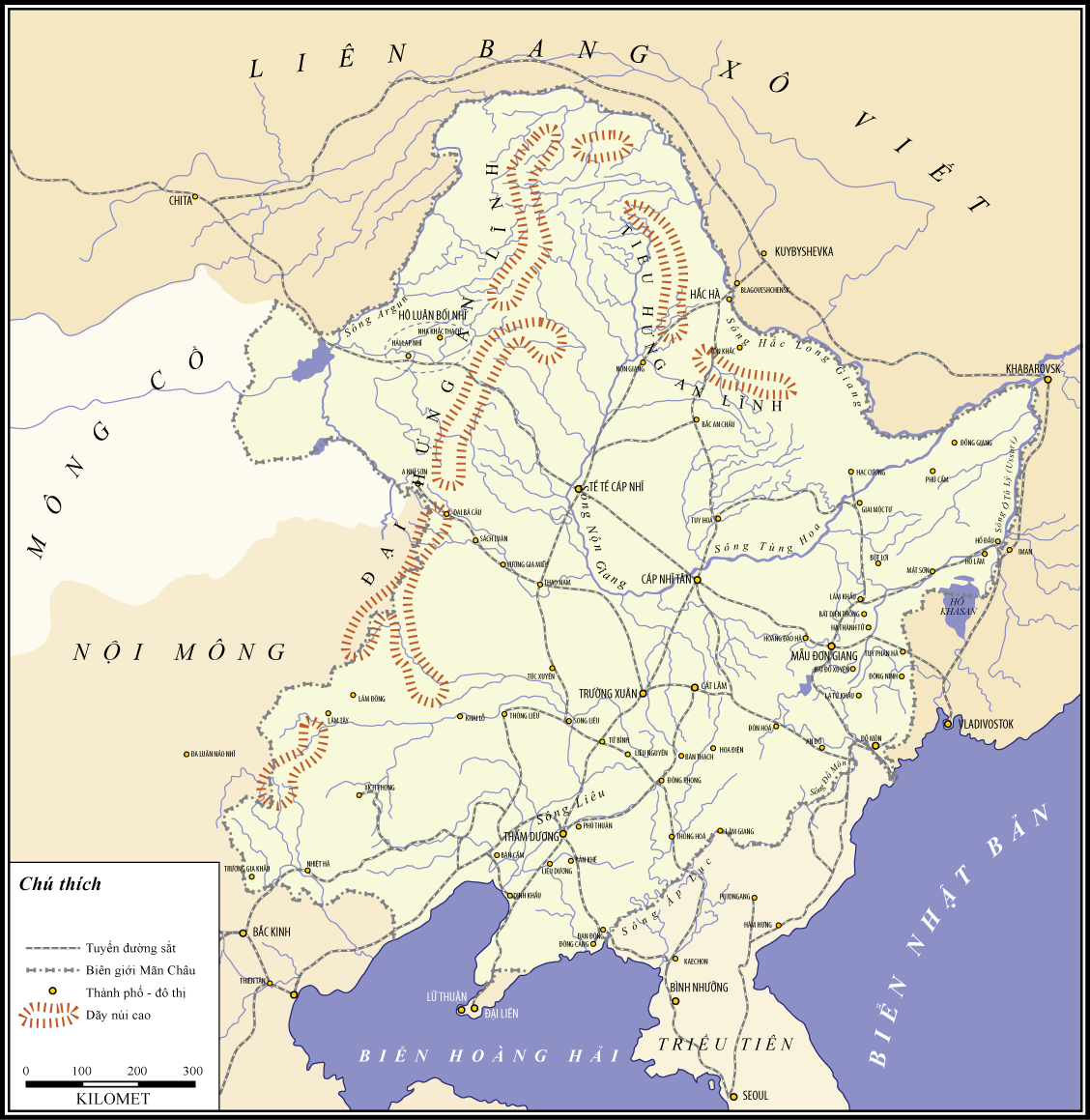
Bản đồ địa hình - đường sắt vùng Mãn Châu

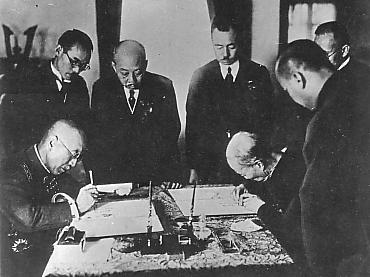
Ký kết hiệp ước Nhật Bản - Mãn Châu năm 1932

Mãn Châu nằm ở Đông Bắc Trung Quốc, phía Tây Bắc giáp Mông Cổ, hai mặt Bắc và Đông giáp với vùng Viễn Đông của Liên Xô, phía Đông Nam giáp Triều Tiên, phía Nam - Tây Nam giáp biển Hoàng Hải - Bột Hải, Hà Bắc và Nội Mông của Trung Quốc. Đồng bằng Mãn Châu có đất đai phì nhiêu, nông nghiệp phát triển và là nơi sinh sống lâu đời của bộ lạc Nữ Chân - vốn là bộ tộc đã chiếm Trung Quốc lập nên triều đại Mãn Thanh ở thế kỷ XVII.
Địa hình Mãn Châu là một bồn địa tương đối bằng phẳng bao quanh bởi dãy núi Đại Hưng An ở phía Tây, Y Lặc Hô Lý Sơn ở phía Bắc và Tiểu Hưng An ở phía Đông Bắc, trong đó dãy Đại Hưng An đặc biệt hiểm trở với điểm cao nhất đến 1.900 m. Biên giới Đông Bắc - Đông chạy dọc theo sông Hắc Long Giang và sông Ô Tô Lý. Con sông lớn Tùng Hoa bắt nguồn từ dãy Đại Hưng An chảy cắt ngang bồn địa hợp lưu với sông Hắc Long Giang và Ô Tô Lý, tạo thành một khu vực lầy lội rộng lớn ở Đông Bắc Mãn Châu.
Mặc dù hình thế tự nhiên là một cánh cung dài gần 4.500 km giương lên hướng Bắc - Đông Bắc khiến Mãn Châu có thể bị thọc sườn, nhưng bù lại Mãn Châu có lợi thế phòng thủ tự nhiên do được bao bọc bởi các con sông lớn và các dãy núi cao. Hơn thế nữa, dù bên trong tuyến chướng ngại vật thiên nhiên này địa hình thuận lợi cho hoạt động của xe tăng - cơ giới hoá, nhưng bản thân diện tích mênh mông tới 1,5 triệu km² và chiều sâu từ 200 đến 800 km là một thách thức lớn về mặt hành quân đối với các lực lượng tấn công.
Do có vị trí khống chế với cả Bắc Trung Quốc, Mông Cổ lẫn vùng Viễn Đông của Nga, nên Mãn Châu là nơi tranh chấp của các cường quốc trong vùng. Ở thế kỷ XIX, lúc triều đình Mãn Thanh suy yếu, Mãn Châu rơi vào ảnh hưởng kinh tế của Đế quốc Nga. Kể từ khi Nga thua trận trong chiến tranh Nga-Nhật, thì Mãn Châu rơi vào ảnh hưởng của Đế quốc Nhật Bản. Tháng 9 năm 1931, Quân đội Nhật Bản xâm chiếm Mãn Châu và dựng lên chính quyền Mãn Châu Quốc, đặt Phổ Nghi - vị vua cuối cùng của nhà Thanh - lên ngôi bù nhìn.
Mãn Châu là vùng công nghiệp phát triển sớm từ đầu thế kỷ XX. Tại đây, có các thành phố lớn đồng thời là các trung tâm công nghiệp và đầu mối giao thông đường sắt, đường bộ quan trọng như Cáp Nhĩ Tân, Thẩm Dương, Trường Xuân, Cát Lâm, Mẫu Đơn Giang, cảng Đại Liên. Đối với Nhật Bản, ngay từ trước chiến tranh, Mãn Châu - Triều Tiên đã là khu công nghiệp chiến tranh rất quan trọng với nhiều nhà máy chế tạo vũ khí và trang thiết bị quân sự. Từ giữa chiến tranh, khu vực này càng quan trọng hơn khi nhiều nhà máy tại Nhật Bản phải dời sang đây để tránh máy bay Hoa Kỳ ném bom. Đến năm 1945, khi các đảo lớn Nhật Bản trở thành chiến trường, thì Mãn Châu đóng vai trò là hậu phương lớn của chính quốc.

### Tình hình của Đế quốc Nhật Bản
Từ cuối năm 1944, sau khi Hải quân Đế quốc Nhật Bản bị mất phần lớn tàu chiến thì các đảo lớn Nhật Bản dần bị phong toả, bóp chặt từ phía biển, còn việc Quân đội Nhật Bản để mất quần đảo Mariana và Phillipines thì các thành phố lớn của Nhật Bản bị đưa vào tầm oanh tạc thường xuyên của các máy bay B-29 của Không quân Hoa Kỳ.
Đến tháng 5 năm 1945, nước Đức đầu hàng, khối Trục chỉ còn lại Đế quốc Nhật Bản tiếp tục cuộc chiến trong tình thế tuyệt vọng. Mục tiêu kéo dài cuộc chiến lúc này chỉ là để tránh đầu hàng vô điều kiện nhằm bảo toàn kokutai - tinh thần quốc gia Nhật Bản được xây dựng xung quanh Thiên Hoàng.
Chỗ dựa về mặt quân sự cho mục tiêu này là lực lượng khoảng 4,1 triệu lính lục quân và 1,26 triệu lính Hải quân - trong đó có 2,3 triệu quân ở hải ngoại đang chiếm giữ Trung Quốc, các nước Đông Nam Á và một vài đảo trên Thái Bình Dương - tất cả đều sẵn sàng chiến đấu với tinh thần cảm tử. Chỗ dựa ngoại giao lúc này là hy vọng thông qua Liên Xô - nước duy nhất trong khối Đồng Minh có hiệp ước trung lập với Nhật Bản - làm trung gian đàm phán để tìm kiếm một giải pháp có thể chấp nhận được.
Cho đến tận Hội nghị Potsdam bắt đầu từ ngày 17 tháng 7 năm 1945, Nhật Bản vẫn nỗ lực thuyết phục Liên Xô đứng ra làm trung gian đàm phán với hứa hẹn "đáp ứng mọi yêu sách của Liên Xô ở Viễn Đông". Khi Tuyên bố Potsdam được công bố mà không có chữ ký của I.V. Stalin, thì Nhật Bản lại tiếp tục vẫn bám lấy niềm hy vọng Liên Xô.
Vì lý do đó, Nhật Bản nói chung và Đạo quân Quan Đông nói riêng không chuẩn bị sẵn sàng để đối phó với cuộc tấn công của Quân đội Liên Xô ở Mãn Châu.

### Bối cảnh Liên Xô tham chiến
Đối với Stalin, khả năng tham chiến chống Nhật Bản ở mặt trận Thái Bình Dương được sử dụng để đổi lấy việc mở mặt trận thứ 2 ở Tây Âu chống Đức Quốc xã. Vì thế, tại Hội nghị Tehran cuối tháng 11 năm 1943, khi Tổng thống Hoa Kỳ Roosevelt và Thủ tướng Anh Churchill đồng ý mở mặt trận thứ 2 vào giữa năm 1944, thì Stalin cũng hứa hẹn tham chiến cùng với "các điều kiện chưa nói trước".
Đầu năm 1945, ước tính của Hội đồng Tham mưu Liên quân Hoa Kỳ cho thấy Nhật Bản chỉ có thể đầu hàng sớm nhất vào năm 1947, còn để tiêu diệt hoàn toàn Quân đội Nhật Bản thì Hoa Kỳ phải tốn đến hơn một triệu nhân mạng nữa. Vì thế, ở Yalta tháng 2 năm 1945, yêu cầu Liên Xô tham chiến là mục tiêu nghị sự quan trọng nhất của Tổng thống Roosevelt. Đến lúc này, V. I. Stalin mới đưa ra ba điều kiện, bao gồm:
- Giữ nguyên trạng nước Cộng hòa Nhân dân Mông Cổ;
- Khôi phục những quyền lợi của Liên Xô đã bị vi phạm năm 1904 gồm: Liên Xô được thu hồi phần Nam đảo Sakhalin; quốc tế hóa cảng Đại Liên; Liên Xô được quyền thuê tô giới Lữ Thuận làm quân cảng; Liên Xô được cùng với Trung Quốc khai thác các tuyến đường sắt tại Đông Bắc Trung Quốc và Nam Mãn Châu.
- Chủ quyền quần đảo Kuril được chuyển sang cho Liên Xô[Ct 5].

Sau khi tham khảo ý kiến của Tổng thống Trung Hoa Dân Quốc Tưởng Giới Thạch, Tổng thống Hoa Kỳ Roosevelt và Thủ tướng Anh Churchill đã chấp nhận cả ba điều kiện nói trên, vì thế bản thoả thuận Yalta ngày 11 tháng 2 năm 1945 có đoạn: Các nhà lãnh đạo ba cường quốc Liên Xô, Hoa Kỳ, Anh thỏa thuận rằng từ hai đến ba tháng sau khi nước Đức đầu hàng và chiến tranh ở châu Âu kết thúc, thì Liên Xô sẽ đứng về phía các nước Đồng minh để tham chiến chống Nhật Bản.
Ngay sau Hội nghị, Nguyên soái Liên Xô A.M. Vasilievsky và Bộ Tổng Tham mưu đã bắt tay chuẩn bị cho kế hoạch tác chiến tại Mãn Châu. Đến đầu tháng 4 năm 1945, Bộ Ngoại giao Liên Xô thông báo cho Nhật Bản về việc không gia hạn Hiệp ước Trung lập sau ngày 25 tháng 4 năm 1946.
Tại Hội nghị Potsdam tổ chức từ ngày 17 tháng 7 đến 2 tháng 8 năm 1945, phía Liên Xô đã thông báo kế hoạch quân sự tại Viễn Đông, xác nhận Liên Xô sẵn sàng thực hiện cam kết Yalta. Tuy nhiên, việc Liên Xô mở rộng ảnh hưởng ở châu Âu cùng với tin vụ thử bom nguyên tử thành công khiến cho Tổng thống Hoa Kỳ mới nhậm chức Harry S. Truman không còn mặn mà với việc Liên Xô tham chiến nữa. Vì thế, thay vì chính thức mời Liên Xô tham chiến, Truman thông báo với Stalin về vũ khí mới và đưa ra tuyên bố chung với Churchill và Tưởng Giới Thạch yêu cầu Nhật Bản đầu hàng để có lý do sử dụng bom nguyên tử sớm nhất.
Lúc này, áp lực thời gian được chuyển đến Bộ Tổng Tư lệnh Quân đội Liên Xô tại Viễn Đông, đẩy chiến dịch bắt đầu sớm nhất có thể, hoàn thành mục tiêu nhanh nhất có thể.

## Tương quan lực lượng

### Quân đội Liên Xô

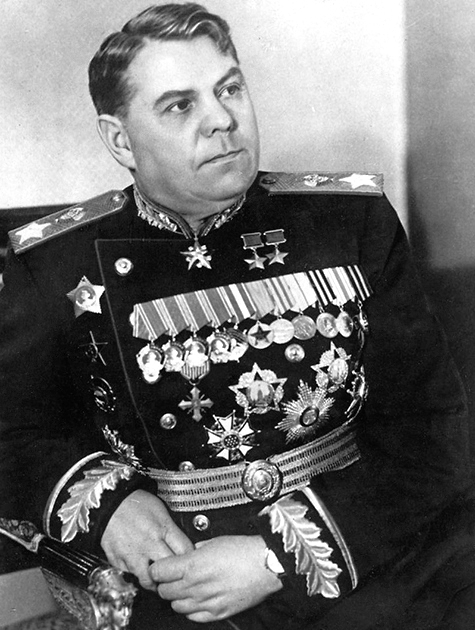
Nguyên soái Liên Xô A.M. Vasilievsky

Đầu tháng 6 năm 1945, Nguyên soái Liên Xô A.M. Vasilievsky được Bộ Tổng Tư lệnh Tối cao Hồng quân Liên Xô chỉ định làm Đại diện của Stavka tại Viễn Đông. Tuy nhiên, do quy mô lẫn tính phức tạp của chiến dịch, nên đến ngày 30 tháng 7, Bộ Tổng Tư lệnh Quân đội Liên Xô tại Viễn Đông được thành lập do Nguyên soái A.M. Vasilevsky làm Tổng Tư lệnh, Thượng tướng S.P. Ivanov làm Tham mưu trưởng.
Ngoài lực lượng của Quân khu Viễn Đông và Quân khu Siberia được bổ sung người, đổi mới các trang bị hiện đại nhất, thì Bộ Tổng Tham mưu Quân đội Liên Xô còn chuyển 3 Tập đoàn quân hợp thành, một Tập đoàn quân Xe tăng, một Quân đoàn Cơ giới hoá từ châu Âu sang Viễn Đông. Các đơn vị được chọn đều căn cứ trên kinh nghiệm tác chiến với địa hình tương tự: như Tập đoàn quân Xe tăng 6 và Tập đoàn quân 53 từng chiến đấu ở vùng núi Karpat được bố trí ở hướng Đại Hưng An, Tập đoàn quân 39 và Tập đoàn quân 5 với kinh nghiệm công kiên ở Konigsberg được chuyển qua Đông Mãn Châu.
Việc chuyển quân cần tới 1.692 chuyến tàu hỏa với gần 136.000 toa xe trên tuyến đường sắt xuyên Siberi dài hơn 5.000 km từ tháng 5 đến tháng 8 năm 1945. Để giảm tải cho đường sắt, quân nhân, trang bị được đổ xuống Chita rồi hành quân đường bộ đến 600 km tới địa điểm tập kết . Để giữ bí mật, việc chuyển quân được nguỵ trang tối đa, tập kết tương đối xa biên giới, các sĩ quan cao cấp đều sử dụng tên giả, đeo quân hàm cấp thấp. Mặc dù việc chuyển quân khó có thể bí mật hoàn toàn, nhưng mục tiêu là không để phía Nhật Bản dự đoán được quy mô thật.
Với những kinh nghiệm được tích luỹ sau 4 năm chiến tranh trước đó, Bộ Tổng Tham mưu Quân đội Liên Xô đã mạnh dạn tái cấu trúc các đơn vị nhằm bảo đảm sức chiếu đấu tối ưu trong điều kiện tác chiến và địa hình hành quân cụ thể. Các đơn vị thuộc Phương diện quân Viễn Đông 1 được tăng cường hoả lực pháo để công kiên; từng tiểu đoàn chiến đấu trên địa hình lầy lội đều được tăng cường công binh cầu đường; các đơn vị của Phương diện quân Zabaikal đều được tăng cường xe thiết giáp hoặc xe tải để vận động tốc độ cao; đơn vị chủ công là Tập đoàn quân Xe tăng Cận vệ 6 được biên chế lại, gồm 1 Quân đoàn xe tăng, 2 Quân đoàn cơ giới hoá, thêm bộ binh và các đơn vị hỗ trợ để phù hợp với điều kiện tác chiến độc lập. Với cấu trúc dẻo như vậy, từng đơn vị của Quân đội Liên Xô có khả năng chiến đấu cơ hữu rất cao.

### Đạo quân Quan Đông

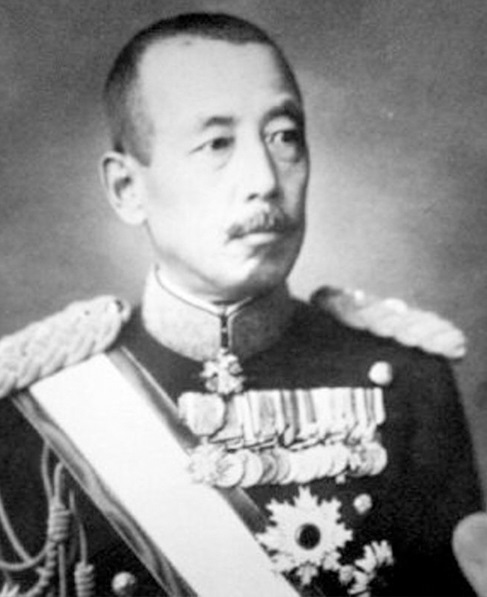
Đại tướng Yamada Otozō.

Được thành lập từ năm 1919 để bảo vệ Quan Đông, đến năm 1932 thì Đạo quân Quan Đông nhận trách nhiệm bảo vệ toàn bộ lãnh thổ Mãn Châu. Trong suốt thời gian tồn tại, Đạo quân này được coi làm lực lượng ưu tú của Quân đội Nhật Bản, và luôn là mối lo của Liên Xô ở Viễn Đông.
Đến giữa năm 1945, biên chế chính thức của Đạo quân Quan Đông gồm 3 phương diện quân (1, 3, 17), 2 quân đoàn độc lập (4, 34), 2 quân đoàn không quân và binh lực tương đương 1 tập đoàn quân thiếu, do Đại tướng Yamada Otozō làm Tư lệnh và Trung tướng Hata Hikosaburo làm Tham mưu trưởng. Dưới quyền chỉ huy của Tư lệnh Đạo quân Quan Đông còn có các đơn vị của Mãn Châu Quốc, Nội Mông và Cụm quân Tuy Viễn của Quận vương De Wang. Mặc dù được trang bị kém so với các đơn vị Nhật Bản, nhưng lực lượng này cũng có tới 8 sư đoàn bộ binh, 7 sư đoàn kỵ binh và 15 lữ đoàn bộ binh - kỵ binh độc lập. Tính toàn bộ, đạo quân Quan Đông có 1.217.000 người, gồm 993.000 quân Nhật, 170.000 quân Mãn Châu Quốc và 44.000 quân của quận vương Demchugdongrub. Vũ khí trang bị có 1.155 xe tăng, 5.360 pháo, 1.800 máy bay và 25 tàu chiến thuộc Giang đội Tùng Hoa. Trong trường hợp khẩn cấp, Bộ Tư lệnh Quân đội Nhật Bản tại Đông Bắc Trung Quốc có thể điều động thêm 2 quân đoàn từ Phương diện quân Bắc Chi Na đóng tại khu vực Bắc Kinh, gồm từ 6 đến 8 sư đoàn để chi viện cho Đạo quân Quan Đông.
Tuy nhiên, Đạo quân Quan Đông có lượng nhưng thiếu chất. Suốt cuộc chiến tranh Thái Bình Dương trước tháng 8 năm 1945, vì Mãn Châu không có chiến sự nên các đơn vị tinh nhuệ được cắt chuyển dần sang các chiến trường khác. Đến giữa năm 1945, phần lớn các sư đoàn của Đạo quân Quan Đông đều mới được thành lập từ quân dự bị, tân binh đang huấn luyện và các đơn vị nhỏ hơn đã bị bòn rút.
Ngoài chất lượng huấn luyện thấp, thì chất lượng trang bị cũng yếu. Các đơn vị đều phương tiện di chuyển và vũ khí chống tăng: pháo chống tăng 37mm được trang bị là loại từ Thế Chiến thứ nhất, không có hiệu quả trước giáp dày của xe tăng hạng trung T-34. Số xe tăng của các lữ đoàn xe tăng cũng đã lạc hậu cả về giáp lẫn hỏa lực. Do đó, hầu hết các sư đoàn đều có tỷ lệ sẵn sàng chiến đấu thấp, làm ảnh hưởng lớn tới phương án phòng thủ của Đạo quân Quan Đông.

## Kế hoạch của hai bên

### Phương án phòng thủ của Đạo quân Quan Đông

Bố trí phòng thủ của Đạo quân Quan Đông

Do năng lực chiến đấu suy giảm, nên từ đầu năm 1944, Bộ Tư lệnh Đạo quân Quan Đông chuyển toàn bộ các đơn vị dọc biên giới với Liên Xô - Mông Cổ sang phòng ngự. Đến tháng 10 năm 1944, Đạo quân Quan Đông lựa chọn phương án phòng ngự thực tế bằng cách tổ chức các cụm đề kháng dọc theo các hướng quan trọng thay vì rải mỏng quân lập chiến tuyến dọc biên giới.
Theo phương án này, 17 cụm đề kháng được xây dựng kiên cố với tổng chiều dài chính diện tới 800 km. Mỗi cụm đề kháng có chính diện từ 20 đến 70 km, gồm nhiều cứ điểm liên hoàn. Mỗi cứ điểm gồm nhiều hoả điểm kiên cố được nối với nhau bằng hàng trăm km chiến hào. Vòng ngoài mỗi cứ điểm có hầm chống tăng, hàng rào dây thép gai,... Bên trong mỗi cứ điểm có các tiện nghi sinh hoạt đầy đủ. Nhiều cụm thậm chí còn xây dựng hệ thống địa đạo nối thông các cứ điểm.
Ở Đông Mãn Châu, các cụm đề kháng mạnh bao gồm: Nhiêu Hà - Hổ Đầu - Mật Sơn - Tuy Phân Hà - Đông Ninh - Hồn Xuân - Đồ Môn. Ở Đông Bắc Mãn Châu có các cụm Phủ Viễn - Đồng Giang - Phú Cẩm - Hưng Sơn và Tôn Ngô - Ái Huy . Ở Tây Mãn Châu có 2 cụm lớn là Hải Lạp Nhĩ và Halung - A Nhĩ Sơn án ngữ 2 đèo quan trọng qua dãy Đại Hưng An. Ngoài ra, ở Triều Tiên cũng có 4 cụm dọc bờ biển phía Tây tại Wonsan, Hamnhüng, Nanjin và Ch'öngjin.
Đến giữa năm 1945, sức chiến đấu tiếp tục suy giảm buộc Bộ Tư lệnh Đạo quân Quan Đông phải đề ra phương án phòng ngự mới với tinh thần trì hoãn ở biên giới, phòng ngự dẻo ở nội địa. Theo đó, khoảng ⅓ quân số chia nhỏ thành đại đội - tiểu đoàn chốt giữ các cụm đề kháng và các trung tâm du kích chiến gần biên giới, còn chủ lực gồm các sư đoàn - lữ đoàn chiếm khoảng ⅔ quân số đứng chân ở các vị trí phòng ngự cách biên giới từ 40 – 70 km. Khi bị tấn công, chủ lực phải tránh đụng độ lớn, chỉ vừa tìm cách tiêu hao, cầm giữ đối phương vừa rút dần về các vị trí phòng ngự trung gian phía sau. Các vị trí này sẽ bố trí ở các hướng quan trọng, lùi dần về khu vực hậu cứ có tâm là Thông Hoá, nơi có thể dựa vào lợi thế tự nhiên của tuyến Đồ Môn - Áp Lục và dãy núi Trường Bạch để phòng ngự hiệu quả. Với phương án này, Bộ Tư lệnh Đạo quân Quan Đông hy vọng rằng tinh thần kháng cự kiên cường cộng với khó khăn địa hình và chiều sâu tiến quân sẽ làm suy kiệt các mũi tấn công, tạo điều kiện để phản công.
Tuy nhiên, do không dự tính Quân đội Liên Xô có thể tấn công sớm, nên phương án phòng ngự mới chỉ được truyền đạt đến các đơn vị trực thuộc trong tháng 6 năm 1945. Do đó, khi chiến dịch bắt đầu thì các sư đoàn chưa chuyển quân xong, một số các vị trí đề kháng trung gian trong nội địa chưa kịp hoàn thành.

### Phương án tác chiến của Quân đội Liên Xô
Với mục tiêu bao vây tiêu diệt phần lớn quân lực của Đạo quân Quan Đông và kiểm soát thành công lãnh thổ Mãn Châu trước khi Đế quốc Nhật đầu hàng, thách thức lớn nhất của Bộ Tổng Tham mưu Xô viết khi lập kế hoạch tác chiến là diện tích rộng lớn của lãnh thổ cùng với chiều sâu chiến dịch tới hơn 800 km. Vì thế, quy mô cũng như tính chất của chiến dịch là rất táo bạo, mặc dù ý tưởng hợp vây cổ điển bằng hai gọng kềm đôi khá đơn giản.
Theo kế hoạch này, Phương diện quân Zabaikal đảm nhiệm vai trò gọng kềm chủ công từ Tây Mãn Châu về phía Đông, trong khi Phương diện quân Viễn Đông 1 là gọng kềm từ Đông Mãn Châu siết theo hướng ngược lại. Hai cánh quân sẽ hợp điểm ở Trường Xuân và Cát Lâm ở Trung Bộ Mãn Châu. Khi thế bao vây bắt đầu hình thành, thì mũi phụ công của Phương diện quân Viễn Đông 2 bắt đầu tấn công từ Bắc Mãn Châu về phía Nam chiếm Cáp Nhĩ Tân và Tề Tề Cáp Nhĩ. Lúc này, các cánh cơ động của 2 mũi chủ công sẽ phát triển xuống bán đảo Liêu Đông và Bắc Triều Tiên, đồng thời các chiến dịch tấn công Nam Sakhalin và quần đảo Kuril cũng bắt đầu.
Quyết định đặt mũi chủ công của Phương diện quân Zabaikal vào phía Tây là rất táo bạo vì phải vượt địa hình hiểm trở để giành yếu tố bất ngờ. Trong khi Tập đoàn quân 39 đánh kiềm chế cụm đề kháng Halung - A Nhĩ Sơn thì Tập đoàn quân xe tăng Cận vệ 6 có Tập đoàn quân 53 theo sau nhận nhiệm vụ của mũi tấn công chính: vượt Đại Hưng An chiếm tuyến Lỗ Bắc - Đột Tuyền - Sách Luân trước ngày N+10 và chiếm các mục tiêu dọc tuyến Xích Phong - Thẩm Dương - Trường Xuân vào ngày N+16, chia cắt Phương diện quân Tây Mãn Châu của Nhật Bản làm đôi. Bên sườn phải của mũi, Cụm Kỵ binh - Cơ giới hoá Liên Xô - Mông Cổ tấn công qua sa mạc Nội Mông, chiếm Đa Luân Náo Nhĩ và Trương Gia Khẩu để ngăn viện quân Nhật Bản từ khu vực Bắc Kinh. Ở bên sườn trái, Tập đoàn quân 36 tiến chiếm cụm Hải Lạp Nhĩ - Bác Khắc Đồ trước ngày N+10 để găm giữ quân Nhật ở Tây Bắc Mãn Châu, sau đó tiến đến Tề Tề Cáp Nhĩ hợp vây với Phương diện quân Viễn Đông 2. Tốc độ hành tiến của Phương diện quân theo kế hoạch lên tới 70 km/ngày cho các đơn vị xe tăng - cơ giới hoá, và 23 km/ngày cho các Tập đoàn quân hợp thành.
Mũi chủ công phía Đông của Phương diện quân Viễn Đông 1 xuất phát từ phía Bắc và Nam Hồ Khasan, dự kiến mở đột phá qua các cụm đề kháng Hổ Đầu - Mật Sơn - Tuy Phân Hà - Đông Ninh và chiếm các mục tiêu dọc tuyến Bột Lợi - Mẫu Đơn Giang - Uông Thanh vào ngày N+10, sau đó phát triển hướng Tây đến Cát Lâm và Trường Xuân hợp vây với cánh quân của Phương diện quân Zabaikal, hướng Bắc đến Cáp Nhĩ Tân hợp vây với Phương diện quân Viễn Đông 2 vào ngày N+17. Mũi phụ công ở cánh Nam của Phương diện quân sau khi vượt qua các cụm đề kháng Đồ Môn - Hồn Xuân thọc sâu chiếm Lâm Giang, Thông Hoá (trên đất Mãn Châu), phối hợp với Hạm đội Thái Bình Dương chiếm Unggi, Najin, Ch'öngjin (trên đất Triều Tiên) ngăn chặn Phương diện quân 17 (Nhật) ở Triều Tiên kéo lên tiếp ứng.
Nhìn tổng quan, thì ý đồ chính của kế hoạch là tấn công đồng loạt trên toàn mặt trận để ghim giữ đối phương tại chỗ, sử dụng tốc độ vận động để cô lập, bao vây, chẻ nhỏ và gây tê liệt toàn cục, dẫn tới sự sụp đổ của Đạo quân Quan Đông. Được thực hiện bởi một thế hệ tướng lĩnh chỉ huy dày dạn trận mạc, ý đồ đã thành công vượt mong đợi khi chiến dịch hoàn thành các mục tiêu cơ bản chỉ trong vòng 10 ngày chiến đấu.

## Các diễn biến chính của chiến dịch

Bản đồ chiến dịch Mãn Châu.

### Liên Xô tuyên chiến và phản ứng của Nhật Bản
Hai ngày sau khi quả bom nguyên tử đầu tiên được ném xuống Hiroshima, Bộ trưởng Ngoại giao Liên Xô trao cho Đại sứ Nhật Bản tại Moskva bản tuyên bố đơn phương chấm dứt hiệu lực của Hiệp ước Trung lập Xô-Nhật và nêu rõ rằng, từ 0 giờ ngày 9 tháng 8, Liên Xô tự đặt mình vào tình trạng có chiến tranh với Nhật Bản. Đúng 0 giờ ngày 9 tháng 8 (giờ Viễn Đông), hoạt động quân sự đầu tiên bắt đầu với 76 máy bay ném bom IL-4 của Phương diện quân Viễn Đông 1 thâm nhập không phận Mãn Châu oanh kích các mục tiêu quân sự - hậu cần tại Cáp Nhĩ Tân và Trường Xuân. Trong cùng khoảng thời gian, máy bay của Hạm đội Thái Bình Dương cũng ném bom các cảng ở miền Bắc Triều Tiên.
Thông tin chiến sự đến Đại bản doanh Quân đội Đế quốc Nhật Bản vào lúc 5:30 (giờ Tokyo). Đối với các tướng lĩnh Nhật Bản, đây là một cơn choáng hơn cả quả bom thả xuống Hiroshima ngày 6 tháng 8 và không có một ứng xử có chuẩn bị. Vì thế, một mặt Đại bản doanh ban hành Quân lệnh số 1734 hướng dẫn Đạo quân Quan Đông thực hiện các biện pháp đối phó, nhưng mặt khác từ chối đề nghị tuyên chiến với Liên Xô của Đạo quân Quan Đông.
Trong lúc đó, trên mặt trận, các mũi tấn công của Quân đội Liên Xô đang tiến triển nhanh chóng.

### Hướng Tây Mãn Châu
Đặc điểm của mặt trận hướng Tây Mãn Châu là chính diện dài tới 2.300 km, nên các cánh quân của Phương diện quân Zabaikal tiến quân cách nhau khá xa và tác chiến tương đối độc lập. Mỗi cánh quân đều tổ chức một thê đội tiên phong đi trước. Mười phút sau khi ngày 9 tháng 8 năm 1945 bắt đầu, các thê đội tiên phong bắt đầu hành quân và đến 4:30g, tất cả các đơn vị chính bắt đầu vượt biên giới. Trên suốt mặt trận, các mũi tiến quân không có kháng cự nào đáng kể ngoại trừ chính diện của Tập đoàn quân 36, hướng mà Tập đoàn quân bị cầm chân cho đến ngày 18 tháng 8, lúc Đạo quân Quan Đông đầu hàng.

#### Tấn công các cụm đề kháng Tây Bắc
Ở phía cực Bắc của mặt trận, Tập đoàn quân 36 vượt sông Argun trong hành tiến rồi chia làm hai cánh vu hồi vào cụm đề kháng Hải Lạp Nhĩ cách biên giới khoảng 60 km do Sư đoàn 119 và Lữ đoàn Hỗn hợp độc lập 80 bảo vệ. Ngay sau khi vượt sông, thê đội tiên phong của Tập đoàn quân do Lữ đoàn Xe tăng 205 dẫn đầu chạy đua về Hải Lạp Nhĩ, chiếm cầu vượt sông, cắt đường rút của các đơn vị Nhật giữ biên giới và tấn công thành phố trước khi trời tối. Ngày hôm sau, Lữ đoàn Xe tăng 205 bị cầm chân trong thành phố, không ngăn được Sư đoàn 119 Nhật Bản rút về giữ đường đèo qua Đại Hưng An. Do các đơn vị Nhật Bản kháng cự kiên cường tại các cụm đề kháng từ Hải Lạp Nhĩ qua Ô Nô Nhĩ đến Bác Khắc Đồ, nên Tập đoàn quân 36 phải từng bước cô lập từng cụm, kết hợp pháo binh công phá từng cứ điểm một cho đến tận ngày 17 tháng 8. Lúc này, tiền đội của Tập đoàn quân hạ được Bác Khắc Đồ, tiến chiếm Trát Lan Đồn, cắt đường rút khiến Sư đoàn 119 Nhật phải ra hàng. Ngày 19 tháng 8, Tập đoàn quân hành tiến về Tề Tề Cáp Nhĩ tiếp nhận đầu hàng.
Giáp Tập đoàn quân 36 về phía Nam là mũi tấn công của Tập đoàn quân 39 nhắm vào cụm đề kháng Halung - A Nhĩ Sơn. Sau khi đè bẹp các đơn vị nhỏ giữ biên giới của Nhật Bản và Mãn Châu Quốc, Tập đoàn quân giữ 1 sư đoàn kiềm chế cụm đề kháng, lực lượng còn lại chia 2 cánh: cánh phải gồm Quân đoàn Cận vệ 5 và Quân đoàn 113 theo sau Sư đoàn Xe tăng 61 vòng tránh cụm A Nhĩ Sơn ở phía Nam, cánh trái của Quân đoàn 94 vòng phía Bắc phối hợp với Tập đoàn quân 36 tấn công Hải Lạp Nhĩ. Ngày 11 tháng 8, do Tập đoàn quân 36 đã bao vây thành công Hải Lạp Nhĩ, nên Quân đoàn 94 để lại thêm một sư đoàn hợp sức thanh toán cụm Halung - A Nhĩ Sơn, phần còn lại tiếp nhận đầu hàng 1.000 quân thuộc Quân khu số 10 Mãn Châu Quốc rồi vượt dãy Đại Hưng An ở đoạn giữa Ngũ Xoá Khẩu - Ô Nô Nhĩ. Chiều ngày 12 tháng 8, cánh phải của Tập đoàn quân 39 mới có cuộc chạm súng lớn đầu tiên khi một phần Sư đoàn 107 Nhật rút từ Ngũ Xoá Khẩu về Sách Luân đi ngay vào đường tiến của Quân đoàn 5. Đánh tan lực lượng này, Quân đoàn 5 chiếm Sách Luân vào hôm sau và tiến quân dọc tuyến đường sắt. Trong thời gian đó, Sư đoàn Xe tăng 61 ở phía trước đã kịp chiếm giữ Vương Gia Miếu và đẩy lùi các cuộc phản công của Sư đoàn 107 Nhật Bản. Đến ngày 17 tháng 8, các cứ điểm cuối cùng của cụm Halung - A Nhĩ Sơn đã bị xoá, các đơn vị Nhật Bản dọc tuyến Ngũ Xoá Khẩu - Sách Luân đã bị dẹp xong, cả hai cánh quân của Tập đoàn quân 39 tập kết ở Vương Gia Miếu rồi hành tiến về Trường Xuân. Lúc này, Đạo quân Quan Đông đã đầu hàng nên Tập đoàn quân đi tàu về tiếp quản bán đảo Liêu Đông.

#### Mũi chủ công qua dãy Đại Hưng An
Trên chính diện hướng Tây, mũi chủ công do Tập đoàn quân Xe tăng Cận vệ 6 đi trước, Tập đoàn quân 53 theo sau, xuất phát từ phía Nam mỏm lồi Tamsak Bulak và đến chân sườn Tây của dãy Đại Hưng An trước khi trời tối. Ngày 10 tháng 8, vừa đi vừa mở đường thì đến hôm sau Tập đoàn quân Xe tăng Cận vệ 6 chuyển quân thành công qua đèo Khorokhon cao tới 1.900m. Do vị trí vượt này là không tưởng đối với quân Nhật, nên ngoài các điểm chốt mỏng yếu ở Khai Lỗ và Lỗ Bắc thì không có gì khác để trì hoãn bước tiến của Tập đoàn quân Xe tăng Cận vệ 6.
Vượt đèo thành công, ngay trong ngày 12 tháng 8, Quân đoàn Xe tăng Cận vệ 5 chiếm Lỗ Bắc, Quân đoàn Cơ giới hoá Cận vệ 7 chiếm Đột Tuyền. Tuy nhiên, các quân đoàn đến đây thì thiếu nhiên liệu trầm trọng, chỉ đủ dồn lại cho các xe tăng trong thê đội tiên phong tiến quân. Để khắc phục vấn đề, Tư lệnh Phương diện quân Zabaikal đã điều động 400 chiếc máy bay vận tải tiếp liệu, mặc dù vậy Tập đoàn quân Xe tăng Cận vệ 6 cũng mất 2 ngày 12 và 13 tháng 8. Khởi động lại cuộc hành quân vào sáng ngày 14, thì đến chiều thê đội tiên phong của Quân đoàn Cơ giới hoá Cận vệ 7 chiếm được Thao Nam, thê đội tiên phong của Quân đoàn Cơ giới hoá 9 chiếm Thông Liêu.
Hai ngày trước đó, nhận thấy bước tiến thần tốc của Tập đoàn quân Xe tăng Cận vệ 6 đã thực tế đánh sụp hướng phòng ngự Tây Mãn Châu, nên Tư lệnh Phương diện quân Tây Mãn Châu Jun Ushiroku quyết định rút quân từ Thông Liêu - Thao Nam về Thẩm Dương - Trường Xuân để bảo vệ gia đình binh sĩ ở hai nơi này. Quyết định này trái với phương án co cụm dần về khu vực gần Thông Hoá mà Tổng Tư lệnh Yamada Otozō đã chỉ đạo trước đó, gây rối loạn cho chỉ huy các cấp bên dưới. Về phía Phương diện quân Zabaikal, nhận thấy tình hình thuận lợi hơn dự kiến, vào ngày 15 tháng 8, Nguyên soái Malinovsky chỉ thị đẩy nhanh tốc độ hành quân, yêu cầu các đơn vị tiến chiếm các mục tiêu chính trước ngày 23 tháng 8.
Bám theo Tập đoàn quân Xe tăng Cận vệ 6, Tập đoàn quân 53 tiếp quản vị trí và bao vây các cụm quân Nhật bị cô lập tại Khai Thông và Thao Nam vào ngày 17 tháng 8, sau đó tách hướng hành tiến về phía Nam chiếm Khai Lỗ. Không gặp chống cự đáng kể, Tập đoàn quân 53 lần lượt tiến chiếm tiếp Triều Dương, Phụ Tân và đến cuối chiến dịch thì tiếp quản Cẩm Châu bên bờ biển Bột Hải.
Ngày 15 tháng 8, Tập đoàn quân Xe tăng Cận vệ 6 chia làm 2 cánh lao về Trường Xuân và Thẩm Dương. Đến ngày 21 tháng 8, hai ngày sau khi các phân đội đổ bộ đường không của Bộ Tư lệnh Quân đội Liên Xô tại Viễn Đông nhảy dù xuống tiếp quản đầu hàng, thì các quân đoàn của Tập đoàn quân tới cả hai nơi. Ngày hôm sau, các quân đoàn di chuyển về Liêu Đông bằng tàu hoả.

#### Hướng tiến quân của các mũi Tây Nam
Giáp phía Nam của mũi chủ công, Tập đoàn quân 17 hành quân qua Nội Mông không gặp kháng cự. Trên hướng này chỉ có Sư đoàn 108 bộ binh Nhật đóng ở Nhiệt Hà chia vài đơn vị nhỏ giữ Lâm Tây và Xích Phong. Vì thế, vượt qua cái khát của thời tiết khô nóng và địa hình sa mạc, Tập đoàn quân 17 dễ dàng chiếm Lâm Tây vào ngày 13 tháng 8, Đại Bản Sơn vào 14 tháng 8, Xích Phong vào ngày 17 tháng 8. Ngày 18 tháng 8, Tập đoàn quân tiếp tục di chuyển về hướng Nam và đến ngày 23 tháng 8 thì tiến đến Sơn Hải Quan đối diện với bán đảo Liêu Đông.
Làm nhiệm vụ hộ sườn cho mũi chủ công, Cụm Kỵ binh - Cơ giới hoá Liên Xô - Mông Cổ chia thành 2 mũi hành tiến cách nhau 200 km, một mũi hướng về Đa Luân Náo Nhĩ, một mũi về Trương Gia Khẩu. Cả hai mũi tiến quân đều không gặp cản trở nào đáng kể ngoài nắng nóng sa mạc và vài phân đội kỵ binh bản địa. Đến ngày 14, mũi trái của cụm đã quét gọn một toán kỵ binh Mãn Châu Quốc và vượt dãy Đại Hưng An vào địa phận Đa Luân và chiếm Đa Luân Náo Nhĩ trong ngày. Mũi phải của cụm qua ngày 15 tháng 8 mới có cuộc chạm súng đáng kể đầu tiên với các sư đoàn kỵ binh Mông Cương số 3, 5, 7 ở Khang Bảo. Sau hai ngày kịch chiến, tướng Pliev tập trung quân đè bẹp quân Mông Cương, bắt 1.635 tù binh. Ngày 18 tháng 8, Cụm Kỵ binh - Cơ giới hoá Liên Xô-Mông Cổ tiến đến Trương Gia Khẩu: cuộc tấn công ở đây qua ngày 21 tháng 8 mới chấm dứt. Hôm sau, các đơn vị kỵ binh-cơ giới hoá Liên Xô-Mông Cổ long trọng vượt Vạn Lý Trường Thành, hội quân với Bát Lộ Quân của Đảng Cộng sản Trung Quốc cùng tiến về Bắc Kinh.

### Hướng Đông Mãn Châu

Bản đồ chiến dịch của Phương diện quân Viễn Đông 1.

So với hướng Tây Mãn Châu, chính diện Đông Mãn Châu tương đối ngắn nên mật độ phòng ngự rất cao. Các cụm đề kháng biên giới tuy không liên tục nhưng đủ che hết các trục tiến quân quan trọng. Phương án phòng ngự mới của Tư lệnh Đạo quân Quan Đông ở hướng này cũng triển khai tốt hơn khi mỗi cụm chỉ để khoảng 1 tiểu đoàn hay trung đoàn chốt giữ, còn các sư đoàn chủ lực lùi sau biên giới khoảng 60–80 km. Do đó, nhiệm vụ của Phương diện quân Viễn Đông 1 là phải cô lập và tiêu diệt các cụm đề kháng, nhanh chóng thọc sâu tấn công và truy kích tích cực để chủ lực đối phương không kịp vững chân ở các vị trí trung gian.
Đặc điểm tác chiến của Phương diện quân cũng khác: chính diện hẹp đòi hỏi các Tập đoàn quân trực thuộc phải có sự phối hợp chặt chẽ. Vì thế, Tập đoàn quân 1 Cờ Đỏ và Tập đoàn quân 25 có nhiệm vụ che sườn cho Tập đoàn quân 5 đóng vai trò chủ công trên chính diện Tuy Phân Hà, nơi có 3 cụm đề kháng mạnh án ngữ tuyến đường sắt Vladivostok - Mẫu Đơn Giang. Trong khi đó, Tập đoàn quân 35 nhận nhiệm vụ tấn công qua 2 cụm đề kháng Hổ Đầu và Mật Sơn, còn Quân đoàn Cơ giới hoá 10 chờ nhập cuộc khai thác chiến quả của các Tập đoàn quân hợp thành.

#### Tấn công các khu vực phòng ngự biên giới
Các đội công kiên của Phương diện quân Viễn Đông 1 vượt biên giới lúc 1 giờ ngày 9 tháng 8 giữa lúc mưa to gió lớn - một cách lặng lẽ, ngoại trừ ở khu vực Hổ Đầu, vì thế đã tạo được yếu tố bất ngờ trong hành động.
Ở cánh Nam của Tập đoàn quân 35, các phân đội tiền phương vượt sông Tùng A Sát (Sungacha) tiêu diệt các tiền đồn Nhật Bản trong đêm, giữ đầu cầu cho Sư đoàn 363 và 66 vượt sông vào buổi sáng. Lầy lội khiến xe tăng không đi theo được, nhưng đến trưa ngày 12 tháng 8, Sư đoàn 363 có hỗ trợ của cánh phải của TĐQ Cờ Đỏ 1 đã chiếm Mật Sơn, còn Sư đoàn 66 chiếm Đông An, cắt đường rút của cụm đề kháng Hổ Đầu. Ở cánh Bắc, trong khi pháo binh và Không quân bắn phá cụm đề kháng Hổ Đầu thì các đội công kiên âm thầm vượt sông Ô Tô Lý ở phía Nam, chiếm đầu cầu cho Sư đoàn 264 qua sông. Trước tối, thị trấn bị bọc sườn và bị chiếm hôm sau, còn quân Nhật phải lùi về cố thủ trong cụm đề kháng. Để 1 trung đoàn ở lại cùng một biên khu kết hợp không quân và pháo lớn công phá cụm đề kháng, Sư đoàn 264 tiến chiếm Hổ Lâm vào ngày 12 tháng Tám. Ngày 13 tháng 9, cả hai cánh hội quân ở Đông An và chia thành 2 mũi hành tiến: một mũi tới Bột Lợi ngăn chặn không cho Sư đoàn 135 Nhật Bản đứng chân phòng ngự, một mũi tới Lâm Khẩu tiếp quản vị trí của Tập đoàn quân Cờ Đỏ 1.
Chính diện của Tập đoàn quân Cờ Đỏ 1 chỉ do các đơn vị nhỏ Nhật Bản chốt giữ, nhưng khó khăn là địa hình rừng rậm và đất sũng nước. Vừa tấn công vừa làm đường, trưa hôm sau thì các quân đoàn qua hết rừng rậm, các lữ đoàn xe tăng được đưa lên trước làm thê đội tiên phong và bắt đầu tăng tốc về phía Tây. Tối hôm đó, sau khi đẩy lui cuộc phản kích của một trung đoàn Nhật Bản, Lữ đoàn Xe tăng 257 và bộ binh của Quân đoàn 26 chiếm một phần thành phố Bát Diện Thông và cầu vượt sông Mục Lăng. Trong lúc đó, Lữ đoàn Xe tăng 75 cùng một sư đoàn của Quân đoàn 59 cũng chiếm được cầu vượt sông ở Lê Thụ Trấn. Ngày 11 tháng 8, Quân đoàn 26 chiếm Bát Diện Thông và đưa Lữ đoàn Xe tăng 257 đột kích về Hoa Lâm, còn Quân đoàn 59 chiếm Lê Thụ Trấn và đưa Lữ đoàn Xe tăng 75 truy kích về phía Lâm Khẩu.
Trên chính diện của Tập đoàn quân 5, các đội công kiên chiếm được các cứ điểm giáp biên giữa các cụm đề kháng trong đêm, đến 8:30 sáng thì các trung đoàn bắt đầu thâm nhập. Đến 15:00g, tiền đội của 3 Quân đoàn 72, 65, 17 khoét sâu các khoảng hở, cô lập xong 3 cụm đề kháng ở Tuy Phân Hà. Để lại việc thanh toán các cụm cho thê đội 2, các đơn vị tấn công tiếp về Tuy Dương, xé được một lỗ hổng sâu đến 10 km, có nơi đến 22 km vào cuối ngày. Hôm sau, Quân đoàn 65 tấn công tiếp về nhà ga Mã Kiều Hà, Quân đoàn 72 tiến về Hạ Thành Tử, đẩy Sư đoàn 124 Nhật Bản về phía Tây sông Mục Lăng, còn Quân đoàn 17 đánh vòng sau lưng cụm đề kháng Lộc Minh Đài về phía Nam, nhập hướng tấn công của Tập đoàn quân 25 và được cắt chuyển cho Tập đoàn quân 25 vào buổi tối.
Ở bên trái của TĐ5, cả hai cánh của Tập đoàn quân 25 đều tiến triển thuận lợi. Ở cánh Bắc, các đội công kiên của Quân đoàn 39 cũng chiếm được đai ngoài của cụm đề kháng Đông Ninh làm hành lang cho chủ lực quân đoàn tiến công về phía Tây khi trời sáng. Trước tối, Quân đoàn 39 tiến được từ 10 đến 12 km, chiếm được tuyến đường sắt đi Đồ Môn. Hôm sau, được chi viện của Quân đoàn 17 đánh xuống từ phía Bắc, Quân đoàn 39 cô lập xong cụm đề kháng Đông Ninh. Để lại việc tấn công cụm cho thê đội 2, tiền đội do Lữ đoàn Xe tăng 259 dẫn đầu tiến vào thành phố, buộc Lữ đoàn Hỗn hợp 132 Nhật Bản phải bỏ các tiểu đoàn tiền phương ở lại, chạy về phía Tây. Ngày 11 tháng 8, Quân đoàn 17 và 39 bắt đầu hành tiến dọc tuyến đường sắt Đông Ninh - Đồ Môn về Lão Hắc Sơn.
Ở mũi cực Nam của Tập đoàn quân 25, ngay trong ngày đầu, lực lượng của các Biên khu 108 và 113 đã chiếm được các vị trí của quân Nhật Bản bên sông Đồ Môn, lập được chỗ đứng chân ở đai ngoài của các cụm đề kháng Hồn Xuân và Ngũ Gia Tử. Ngày 11 tháng 8, Quân đoàn 88 dự bị của Phương diện quân Viễn Đông 1 được tung vào hướng Hồn Xuân - Đồ Môn, còn Sư đoàn 393 tham chiến cùng Biên khu 113 tấn công theo hướng bờ biển Đông Bắc Triều Tiên.
Cuộc tấn công các khu vực phòng ngự biên giới hoàn thành chỉ sau 3 ngày. Ngày 10 tháng 8, nhận thấy chính diện của TĐQ 25 thuận lợi hơn cả, nên Nguyên soái Meretskov quyết định đưa lực lượng cơ động chiến dịch tham chiến ở đây. Vì thế, Tập đoàn quân 5 và Cờ Đỏ 1 tấn công Mẫu Đơn Giang mà không có Quân đoàn Cơ giới hoá 10 hỗ trợ như dự tính ban đầu.

#### Cuộc tấn công Mẫu Đơn Giang
Ngày 11 tháng 8 (ngày N+2), thê đội tiên phong của Quân đoàn 65 và 72 đã tới bờ sông Mục Lăng, đạt được mục tiêu của ngày N+8. Ấn tượng với bước tiến của Tập đoàn quân 5, Nguyên soái K. A. Mereskov hạ lệnh tăng tốc, không để Sư đoàn 124 Nhật Bản vững chân ở bờ Tây sông Mục Lăng. Chiều 11 tháng 8, Tập đoàn quân 5 lập một thê đội tiên phong xung quanh Lữ đoàn Xe tăng 76 để tiến quân ngay trong đêm. Sáng 12 tháng 8, thê đội bị phản kích trước Đại Mã Câu và thiệt hại nặng. Đến trưa hôm đó, được tăng viện bởi các Sư đoàn 144 và 97, thê đội khởi động tấn công sau 30 phút pháo kích, mở được một hành lang tiến quân rộng 4 km và tiếp cận Mẫu Đơn Giang trên chính diện 12–13 km vào tối hôm sau.
Ở cánh phải của Tập đoàn quân 5, Quân đoàn 26 của Tập đoàn quân Cờ Đỏ 1 triển khai đột phá tuyến đứng chân của Sư đoàn 126 Nhật Bản ngay khi chiếm xong Bát Diện Thông. Không chờ lực lượng chính, thê đội tiên phong do Lữ đoàn Xe tăng 257 dẫn đầu đột kích qua vị trí phòng thủ của Sư đoàn 126 Nhật Bản ở phía Tây Tứ Tinh Đồn. Để lại cửa mở cho bộ binh, lữ đoàn thọc sâu cắt tuyến đường sắt Lâm Khẩu - Mẫu Đơn Giang ở thôn Tiên Đổng phía Bắc Hoa Lâm vào chiều 12 tháng 8. Mặc dù Lữ đoàn Xe tăng 257 lúc này chỉ còn 19 chiếc xe tăng chiến đấu được, nhưng vẫn lao về Hoa Lâm. Nỗ lực chiếm cầu qua sông Mẫu Đơn bất thành vì cầu bị giật sập ngay khi lữ đoàn vừa tới. Suốt hôm sau, lữ đoàn bị một tiểu đoàn của Sư đoàn 135 Nhật Bản ngăn cản, không cách nào vượt sông được. Đến tối, lữ đoàn bị bao vây, phải mở đường rút ra khu đồi phía Bắc Hoa Lâm, đào công sự ẩn nấp chờ cứu viện. Ngay trong đêm đó, Quân đoàn 26 khẩn cấp tiến quân từ Bát Diện Thông và Tứ Tinh Đồn về Hoa Lâm tiếp ứng.
Với những hành động nhanh chóng, trong ngày 13 tháng 8, Tập đoàn quân 5 và Cờ Đỏ 1 đã tiếp cận thành phố từ 2 mặt Đông và Đông Bắc, cô lập Sư đoàn 124 Nhật Bản trên tuyến bờ Tây sông Mục Lăng và buộc Sư đoàn 126 và 135 Nhật Bản lùi về đai phòng thủ ngoại ô. Trận đánh giành Mẫu Đơn Giang bắt đầu từ sáng ngày 14 tháng 8. Sư đoàn 22 và 300 của Tập đoàn quân Cờ Đỏ 1 có Lữ đoàn Xe tăng 77 và 257 hỗ trợ chia 2 mũi tấn công dọc 2 bờ sông Mẫu Đơn từ phía Bắc, còn các đơn vị của Tập đoàn quân 5 tấn công hỗ trợ từ phía Đông Nam. Sau 2 ngày kịch chiến với cao trào dùng cảm tử quân chống xe tăng, hai Sư đoàn 126 và 135 Nhật Bản bị đánh bật về Hoàng Đạo Hà. Một trung đoàn của Sư đoàn 126 bị cô lập không nhận được lệnh rút đã đốt cờ đồng lòng xung phong tử chiến, Trung đoàn trưởng mổ bụng tự sát giữa chiến trường. Chiều 16 tháng 8, thành phố đã thuộc về các đơn vị của Tập đoàn quân Cờ Đỏ 1.
Hoàn thành mục tiêu Mẫu Đơn Giang, Tập đoàn quân Cờ Đỏ 1 tiến tiếp về Cáp Nhĩ Tân. Đến nơi vào ngày 20 tháng 8, Tập đoàn quân Cờ Đỏ 1 hội quân với Tập đoàn quân 15 của Phương diện quân Viễn Đông 2 và phân đội nhảy dù cùng tiếp quản thành phố. Trong khi đó, Tập đoàn quân 5 tiến qua Ninh An đến Đông Tỉnh hội quân với Tập đoàn quân 17 từ Uông Thanh tiến ra. Sau đó 2 Tập đoàn quân hành tiến tiếp về Cát Lâm nhận nhiệm vụ tiếp quản đầu hàng.

#### Cuộc tấn công Uông Thanh - Đồ Môn
Được đưa vào tham chiến ở chính diện của TĐQ 25, Quân đoàn Cơ giới hoá 10 cùng Quân đoàn 39 và 17 chia nhau một con đường độc đạo hành quân qua Lão Hắc Sơn tới Đại Toạ Sơn trong 2 ngày 13 và 14 tháng 8. Từ Đại Toạ Sơn, Quân đoàn 17 lấy Lữ đoàn Cơ giới hoá 72 của Quân đoàn Cơ giới hoá 10 làm thê đội tiên phong tiến qua La Tử Câu về phía Tây, còn Quân đoàn 39 và phần lớn lực lượng Quân đoàn Cơ giới hoá 10 tiến đến Uông Thanh.
Ngày 15 tháng 8, mũi tiến quân của Quân đoàn 17 chạm súng với sư đoàn 128 Nhật Bản tại La Tử Câu. Trong khi 1 sư đoàn của Quân đoàn 17 đang đánh vỗ mặt, 1 sư đoàn vận động bao vây thì Lữ đoàn Cơ giới hoá 72 vòng về phía đèo Thái Bình Lĩnh. Chiến sự tiếp diễn suốt hôm sau, khi Lữ đoàn Cơ giới hoá 72 được Sư đoàn 187 hỗ trợ đánh thiệt hại nặng một trung đoàn của Sư đoàn 128 Nhật Bản và chiếm được đèo. Phát triển tiếp về phía Tây, lữ đoàn chiếm Đại Hưng Khẩu - nút giao thông quan trọng ở phía Bắc Uông Thanh.
Trong cùng thời gian, thê đội tiên phong của Quân đoàn 39 và Quân đoàn Cơ giới hoá 10 gặp Lữ đoàn Cơ động 1 Nhật Bản ở đèo Thập Lý Bình. Sau một cuộc chạm súng ngắn và ác liệt, quân Nhật bị đẩy lùi, Lữ đoàn Xe tăng 259 thông đường tiến chiếm Uông Thanh vào buổi chiều. Ngày hôm sau, khi chủ lực Quân đoàn 39 tới Uông Thanh, thì Lữ đoàn Xe tăng 259 chuyển hướng sang Đồ Môn, còn Lữ đoàn Xe tăng 72 của Quân đoàn Cơ giới hoá 10 tấn công về Diên Cát. Trong lúc đó, trên hướng Hồn Xuân, Quân đoàn 88 được đưa vào tăng viện đã phát triển tấn công lên phía Bắc Hồn Xuân. Mặc dù được Lữ đoàn Xe tăng 209 hỗ trợ, nhưng Quân đoàn 88 vấp phải sự kháng cự mạnh của Sư đoàn 112 Nhật Bản ở bên sông Huy Xuân, nên linh động đưa thê đội 2 vượt sông Đồ Môn vào lãnh thổ Triều Tiên, tấn công sườn phải của quân Nhật Bản.
Chiều ngày 17 tháng 8, Lữ đoàn Xe tăng 72 đã tới Bắc Diên Cát, Lữ đoàn Xe tăng 259 đã chiếm được Đồ Môn, còn Quân đoàn 88 đã chiếm được Ongsan phía Nam Đồ Môn. Ba mũi phối hợp đã khép vòng vây quanh 2 Sư đoàn 112 và 79 Nhật Bản giữ tuyến Đồ Môn - Diên Cát và bức hàng các đơn vị này vào hôm sau.
Trong lúc Đạo quân Quan Đông đang cầu hàng, thì TĐQ 25 giữ Quân đoàn 39 và 88 lại truy quét quân Nhật ở khu vực Đồ Môn - Diên Cát, đưa Quân đoàn Cơ giới hoá 10 tăng tốc hành quân về phía Tây. Ngày 19 tháng 8, Quân đoàn 17 đã gặp Tập đoàn quân 5 tại Đông Tỉnh ở Tây Bắc Uông Thanh, còn Quân đoàn Cơ giới hoá 10 đã kịp tới Đôn Hoá. Lúc này, lệnh đầu hàng của Tư lệnh Đạo quân Quan Đông bắt đầu có hiệu lực, các đơn vị đều thành lập các đội cơ động nhanh chóng tiến vào các thành phố lớn để tiếp quản đầu hàng.

#### Mũi tấn công qua Bắc Triều Tiên
Trên hướng Bắc Triều Tiên, mũi tấn công trên đất liền của cánh trái Tập đoàn quân 25, bao gồm Sư đoàn 393 và Biên khu 113, có sự hỗ trợ của Hạm đội Thái Bình Dương đổ bộ từ phía biển, từ Khasan lần lượt tiến đến Unggi, Najin, Ch'öngjin, Hamnhüng và Wonsan thuộc tỉnh Hüngnam.
Đêm 9 rạng ngày 9 tháng 8, máy bay và khu trục hạm của Hạm Đội Thái Bình Dương Liên Xô đã tấn công tàu chiến Nhật, các tuyến phòng thủ ven bờ và các công trình quan trọng khác tại các cảng Triều Tiên, mở đầu cho cuộc đổ bộ của Thủy quân lên Unggi 2 ngày sau đó. Ngày 12 tháng 8, Sư đoàn 393 (Tập đoàn quân 25) vượt biên giới tại khu vực Khasan, hành tiến bằng xe tải bao vây các đơn vị tiền tiêu của Tập đoàn quân 5 (Phương diện quân 17 Nhật Bản) tại Sönbong (Tây Bắc Triều Tiên) rồi tiến tiếp về Unggi hỗ trợ Thủy quân chiếm thành phố, sau đó tiếp tục hành tiến về Nanjin. Chiều 14 tháng 8, chiếm xong cảng Najin, Sư đoàn 393 để lại một tiểu đoàn canh giữ rồi hành quân tiếp về Ch'öngjin.
Sáng ngày 13 tháng 8, sau khi oanh kích cảng Ch'öngjin bằng không quân và hải pháo, một tiểu đoàn của Sư đoàn 355 được tàu chiến của Hạm đội Thái Bình Dương đổ bộ chiếm đầu cầu nhưng bị phản kích dữ dội. Đến 3 giờ chiều hôm sau, Sư đoàn 355 đổ bộ xong nhưng chỉ mở rộng được bàn đạp mà không chiếm thành phố được. Sáng ngày 16 tháng 8, thê đội tiên phong của Sư đoàn 393 chiếm được đèo phía Bắc Ch'öngjin, thông đường để hai cánh trong ngoài hợp sức tấn công, buộc quân Nhật phòng thủ phải rút về Hamnhüng. Chiều ngày 16 tháng 8, Ch'öngjin bị chiếm, trục liên lạc giữa Phương diện quân 17 và Phương diện quân Đông Mãn Châu Nhật Bản bị cắt đứt.
Từ ngày 19 tháng 8, chiến sự ở Bắc Triều Tiên chấm dứt. Hạm đội Thái Bình Dương tiếp quản đầu hàng ở cảng Wonsan vào ngày 21 tháng 8, còn Sư đoàn 393 tiếp quản Hamnhüng ngày 24 tháng 8. Cũng trong ngày 24 tháng 8, phân đội đổ bộ đường không thứ tư của Quân đội Liên Xô đã đổ bộ tiếp quản Bình Nhưỡng. Cùng thời gian trên, Quân đội Hoa Kỳ đổ bộ lên cảng Pusan và tiến đến vĩ tuyến 38, giải giáp tàn quân của Phương diện quân 17 Nhật Bản ở miền Nam Triều Tiên.

### Hướng Đông Bắc Mãn Châu
Mặc dù là hướng tấn công thứ yếu, nhưng Phương diện quân Viễn Đông 2 phải chiến đấu trên địa hình phức tạp: vừa có sông, địa hình lầy lội lẫn núi cao (dãy Tiểu Hưng An), các trận đánh ở đây lại là những trận khó khăn nhất trong cả chiến dịch.

#### Cuộc tấn công Giai Mộc Tư
Ở chính diện chính của Phương diện quân dọc theo Leninskoye - Khabarovsk, các đội tiền phái của Tập đoàn quân 15 mở đầu cuộc tấn công lúc 1:00 ngày 9 tháng 8. Được sự hỗ trợ của Giang đội Amur, các đội chiếm được hầu hết các đảo trên sông Amur và thâm nhập bờ Nam - đoạn giữa 2 cửa sông Tùng Hoa và Ô Tô Lý - chiếm bàn đạp vượt sông. Ngày hôm sau, chủ lực Tập đoàn quân 15 vượt sông giữa lúc mưa to, vừa chiến đấu mở rộng đầu cầu phía Nam vừa làm đường để đưa xe tăng vào trận. Trước tối ngày 10 tháng 8, một trung đoàn của Sư đoàn 34 chiếm xong La Bắc, chờ Lữ đoàn Xe tăng 203 qua sông xong vào hôm sau thì cả sư đoàn hành tiến cô lập cụm đề kháng Hưng Sơn Trấn. Để lại một đơn vị công phá cụm đề kháng, Sư đoàn 34 tiến quân về Giai Mộc Tư.
Trong cùng thời gian, các Sư đoàn 361 và 288 cũng vượt sông thành công, chiếm Đồng Giang, Nhai Tân Khẩu và Phủ Viễn, sau đó tiến quân theo Lữ đoàn Xe tăng 171 về Phú Cẩm. Tại Phú Cẩm, mũi tiến quân phối hợp với 1 tiểu đoàn đã được Giang đội Amur đổ bộ lên trước đó chiếm thành phố, bao vây các cụm đề kháng ở ngoại ô. Để lại một đơn vị công phá các cụm đề kháng, cả hai sư đoàn hành quân theo sau xe tăng về Giai Mộc Tư.
Tuy nhiên, cả hai cánh quân từ Hưng Sơn Trấn và Phú Cẩm đều bị Sư đoàn 134 Nhật Bản chặn trên đường tiến. Bế tắc chỉ được tháo gỡ vào ngày 13 tháng 10, sau khi Giang đội Amur đổ bộ thành công 2 trung đoàn xuống thôn Tô Tô đe doạ vu hồi các vị trí phòng thủ khiến Sư đoàn 134 Nhật Bản phải co về Giai Mộc Tư. Ngày 16 tháng 8, Trung đoàn 632 được Giang đội Amur đổ bộ xuống Giai Mộc Tư, phối hợp trong đánh ra, ngoài đánh vào buộc Lữ đoàn Mãn Châu Quốc số 7 đầu hàng, còn Sư đoàn 134 Nhật Bản rút tiếp về Phương Chính. Chiếm xong thành phố, Tập đoàn quân 15 chuyển Trung đoàn 632 lên tàu của Giang đội Amur rồi cùng tiến quân dọc bờ sông Tùng Hoa. Sau khi chiếm Y Lan vào ngày 19, Tập đoàn quân 15 tiếp tục hành tiến về Cáp Nhĩ Tân, đến ngày 21 tháng 8 thì hội quân với Tập đoàn quân Cờ Đỏ 1 của Phương diện quân Viễn Đông 1 tại đây.
Ở bên trái của Tập đoàn quân 15, sáng sớm ngày 9 tháng 8 Quân đoàn độc lập 5 vượt sông Ô Tô Lý tại Bikin và nhanh chóng đè bẹp các đơn vị nhỏ Nhật Bản và Mãn Châu Quốc chốt giữ cụm đề kháng Nhiêu Hà. Ngày 10 tháng 8, sau khi xe tăng được đưa hết qua sông, Quân đoàn 5 lấy Lữ đoàn Xe tăng 172 làm thê đội tiên phong hành quân về Bảo Thanh và chiếm thị trấn vào ngày 15 tháng 8. Đến ngày 19 tháng 8 thì Quân đoàn hội quân với Tập đoàn quân 35 tại Bột Lợi và kết thúc chiến dịch ở đây.

#### Trận công kiên ở Hắc Hà
Ở bên phải của Tập đoàn quân 15, Tập đoàn quân Cờ Đỏ 2 tấn công trễ hơn các mũi khác 2 ngày. Sáng ngày 11 tháng 9, các đơn vị tiền phái của Tập đoàn quân vượt sông ở phía thượng lưu Blagoveshchensk dưới sự yểm hộ của pháo binh và chiếm bàn đạp bên sông Amur để các đơn vị chủ lực vượt sông sau đó. Do thiếu phương tiện thủy, nên 2 ngày sau Tập đoàn quân Cờ Đỏ 2 mới đưa đủ quân qua sông để bắt đầu tấn công. Sáng ngày 13 tháng 8, Sư đoàn 3 theo sau Lữ đoàn Xe tăng 74 đột phá thành công tuyến phòng ngự Đông Bắc Tôn Ngô ở Yêu Truân và đến ngày 15 tháng 8 thì phối hợp với Sư đoàn 12 cô lập được Sư đoàn 123 Nhật Bản ở cụm đề kháng Tôn Ngô. Trong khi đó, Sư đoàn 396 và Sư đoàn Sơn cước 368 được Lữ đoàn Xe tăng 258 hỗ trợ cũng dồn được Lữ đoàn Hỗn hợp 135 Nhật Bản lùi về cụm Ái Huy. Trong khi giữ bộ binh vây đánh các cụm đề kháng, thì Tập đoàn quân đưa một cụm cơ động xây dựng xung quanh Lữ đoàn xe tăng 74 bứt phá về Bắc An Châu, một cụm khác xung quanh Lữ đoàn Xe tăng 258 tấn công về Nộn Thành.
Các đơn vị Nhật Bản kháng cự kiên cường ở các cụm đề kháng và liên tục đột kích phá vây. Các đơn vị Liên Xô phải vừa giữ vòng vây, vừa dùng pháo lớn và máy bay bắn phá từng hoả điểm. Qua ngày 17, 18 tháng 8, nhiều cứ điểm bị tiêu diệt, các cứ điểm còn lại lần lượt ra hàng. Trong khi đó, vào ngày 20 tháng 8, các mũi cơ động của Tập đoàn quân Cờ Đỏ 2 chiếm xong Bắc An Châu và Nộn Thành. Lúc này Đạo quân Quan Đông đã đầu hàng nên các đơn vị của Phương diện quân hành tiến về Tề Tề Cáp Nhĩ và Cáp Nhĩ Tân tham gia tiếp quản.

## Diễn biến chính trị trong thời gian chiến dịch
Ngay trong ngày 9 tháng 8, trong cuộc họp Hội đồng Chiến tranh Tối cao khai mạc lúc 10:30, thủ tướng Kantaro Suzuki đánh giá rằng Việc Liên Xô tham chiến sáng hôm nay đã đưa chúng ta vào một tình thế hoàn toàn không có lối thoát, khiến cho chúng ta không thể tiếp tục chiến tranh được nữa. Tình thế đã trở nên rõ ràng ngay cả với phe chủ chiến do Đại tướng Korechika Anami - Bộ trưởng Bộ Chiến tranh - đứng đầu, nên chủ đề của cuộc họp xoay quanh chấp nhận Tuyên bố Potsdam với những điều kiện như thế nào để bảo toàn "quốc thể" (國體, kokutai).
Tuy nhiên, trong khi phe chủ hoà định nghĩa quốc thể là sự bảo toàn Hoàng gia, thì phe chủ chiến diễn dịch quốc thể là sự bảo toàn quyền lực tối thượng của Hoàng gia mà Quân đội có một vai trò trong đó. Với cách diễn dich đó, phe chủ chiến đưa ra 4 điều kiện, trong đó có việc truy tố tội phạm chiến tranh và giải giáp Quân đội phải do người Nhật thực hiện. Tranh luận giữa 2 phe khiến cuộc họp chấm dứt bằng sự bế tắc. Vì thế thủ tướng Suzuki đề nghị vào cung xin Thiên hoàng đưa ra "thánh đoán" (聖断, seidan, có nghĩa là "quyết định thiêng liêng").

### Quyết định của Thiên hoàng
Ngày 10 tháng 8, sau khi nghe tin về cuộc tấn công Mãn Châu của Liên Xô và ý kiến của hai phe chủ hòa, chủ chiến, Thiên hoàng Chiêu Hòa đưa ra lời phán:
| “ | Trẫm đã nghĩ kĩ rồi. Người Nga đã tham chiến. Nhật Bản đang lâm vào tình thế "lưỡng đầu thụ địch" cả hai mặt đều bị tiến công. Chỉ còn một giải pháp do thủ tướng Suzuki đề xuất mới có thể tìm được lối thoát. | ” |

Cũng trong ngày 10 tháng 8, Thiên hoàng đã truyền Bộ trưởng Ngoại giao Togo thảo công hàm gửi đến tứ cường ngỏ ý chấp nhận chấm dứt chiến tranh với điều kiện đất nước không bị chiếm đóng và thể chế Thiên Hoàng được bảo vệ. Sau khi thảo xong công hàm, Togo đã mời đại biện lâm thời Thụy Sĩ tới trụ sở Bộ Ngoại giao nhờ chuyển giúp công hàm đến tứ cường. Ngày 12 tháng 8, đài phát thanh San Francisco truyền đi trả lời của Đồng Minh, từ chối các điều kiện của Chính phủ Nhật Bản nhưng hứa hẹn hình thức cai trị của nước Nhật sẽ do nhân dân Nhật tự do quyết định. Một lần nữa, Thiên Hoàng đứng về phe chủ hoà, đồng ý bước qua bức màn thần bí truyền thống để ghi âm lời phát biểu chấp nhận Tuyên bố Potsdam vô điều kiện.
Trong khi đó, phe chủ chiến vẫn nỗ lực trong tuyệt vọng để giữ vị thế của Quân đội như là một phần của "quốc thể" nhằm tìm kiếm cơ may sống sót. Đêm 14 rạng ngày 15 tháng 8, một số sĩ quan của Bộ Tổng Tham mưu Quân đội Nhật Bản tổ chức đánh lừa Sư đoàn Ngự lâm quân, thâm nhập Hoàng cung với ý định cô lập Thiên Hoàng, thu giữ cuốn băng ghi âm phát biểu của Thiên Hoàng và tuyên bố tình trạng khẩn cấp. Tuy nhiên, âm mưu bị tướng Tanaka, chỉ huy phòng thủ Miền Đông Nhật Bản, đập tan. Lúc 8 giờ sáng ngày 15 tháng 8, lời phát biểu của Thiên hoàng Chiêu Hòa đã được phát trên đài phát thanh Tokyo:
| “                                                                                                  | Nhật Bản chấp nhận các điều kiện của Tuyên bố Potsdam, chúng ta vô cùng thương tiếc những người đã chết nhưng bây giờ là lúc cần phải kiềm chế cảm xúc của mình... Hãy để cho mọi người được sống với nhau như một gia đình từ thế hệ này đến thế hệ khác, Tổ quốc thiêng liêng luôn đặt niềm tin vĩnh cửu của mình vào họ và hãy suy nghĩ về gánh nặng của trách nhiệm trên con đường đi tới tương lai. Cần phải tập hợp tất cả lực lượng để xây dựng tương lai. Hãy đem sự trung thành vô hạn, sự giải phóng về tinh thần, sự trau dồi trí tuệ và không ngừng vượt qua khó khăn để làm sao cho sự vinh hiển của đế quốc luôn song hành với sự tiến bộ của thế giới | ” |
| — Thiên hoàng Chiêu Hòa, phát biểu trên đài phát thanh Tokyo, 8 giờ sáng ngày 15 tháng 8 năm 1945, | |   |

Khác với Adolf Hitler cố gắng kéo nước Đức theo sự huỷ diệt của mình hơn 3 tháng trước đó, Thiên hoàng Chiêu Hòa đã đưa lại cho đất nước Nhật Bản một cơ hội tương lai.

### Đạo quân Quan Đông đầu hàng
Ngày 15 tháng 8, sau khi lời của Thiên Hoàng được phát trên Đài phát thanh Tokyo, nội các của Thủ tướng Kantarō Suzuki từ chức. Sáng sớm cùng ngày, Đại tướng Korechika Anami, Bộ trưởng Bộ Chiến tranh, mổ bụng tự sát. Thiếu một người ra quyết định, nên ngày 15 tháng 8, Đại Bản doanh Quân đội Nhật Bản ban hành Quân lệnh số 1381 yêu cầu "tiếp tục nhiệm vụ, nhưng ngưng tấn công chờ mệnh lệnh kế tiếp", còn ngày 17 tháng 8 lại ban hành Quân lệnh số 1382 yêu cầu "trong lúc đàm phán đầu hàng phải ngưng chiến sự trừ khi phải tự vệ". Do Đạo quân Quan Đông đang bị tấn công, nên cả hai Quân lệnh đều không có ý nghĩa là chỉ thị buông vũ khí.
Vì thế, Bộ Tư lệnh Đạo quân Quan Đông phải tự diễn dịch tuyên bố của Thiên hoàng. Ngày 16 tháng 8, Bộ Tư lệnh Đạo quân Quan Đông đã ra một mệnh lệnh ngắn gọn: "Theo lệnh Thiên Hoàng, các đơn vị đình chỉ các hoạt động chiến đấu". Ngày hôm sau, Đại tướng Yamada Otozō gửi một bức điện đến Bộ Tổng Tư lệnh Quân đội Liên Xô tại Viễn Đông yêu cầu ngưng bắn, nhưng Nguyên soái A. M. Vasilevsky từ chối, yêu cầu phải có mệnh lệnh đầu hàng dứt khoát cho mọi đơn vị thuộc cấp. Ngày 18 tháng 8, Bộ Tư lệnh Đạo quân Quan Đông chính thức ban hành lệnh đầu hàng và thông báo cho phía Liên Xô.
Ngày 19 tháng 8, Nguyên soái A. M. Vasilevssky đồng ý dùng máy bay Liên Xô đưa Trung tướng Tham mưu trưởng Đạo quân Quan Đông Hata Hikosaburo, Đại sứ Nhật Bản tại Mãn Châu Quốc Miyakawa cùng 7 tướng lĩnh và sĩ quan tùy tùng đến Tổng hành dinh tại Chita bàn việc đầu hàng cụ thể. Theo thỏa thuận, thì Quân đội Nhật Bản phải đầu hàng toàn bộ và giao nộp vũ khí, phương tiện chiến tranh, kho tàng quân dụng phải tiến hành xong trước 12 giờ trưa ngày 20 tháng 8, đồng thời được phép sử dụng các phương tiện thông tin, vận tải của Liên Xô kể cả máy bay, để truyền lệnh đầu hàng đến các đơn vị cấp thấp. Phía Liên Xô cam kết bảo đảm an toàn cho tất cả các tù binh Nhật.

## Diễn biến tiếp theo của chiến dịch

### Hoạt động của các đội đổ bộ đường không Liên Xô

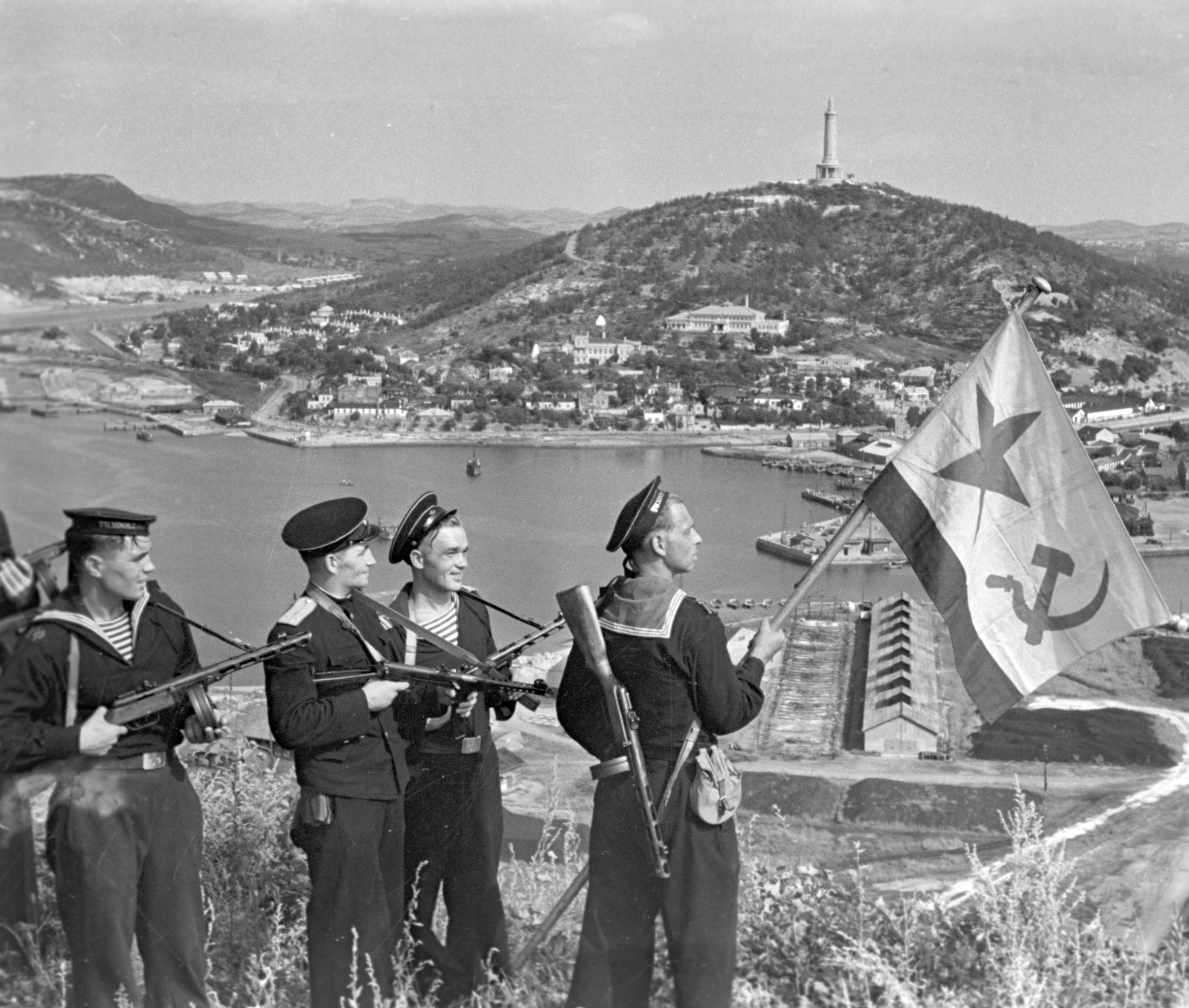
Binh sĩ hải quân Liên Xô tại cảng Port-Artur (Lữ Thuận), tháng 10 năm 1945

Từ ngày 19 tháng 8, Đạo quân Quan Đông lúc này đã bị cắt làm nhiều mảnh trên khắp Mãn Châu đã bắt đầu ra hàng. Nhằm đẩy nhanh quá trình đầu hàng của Đạo quân Quan Đông, bảo vệ các tài sản, công trình có giá trị, Bộ Tổng Tư lệnh Quân đội Liên Xô tại Viễn Đông quyết định sử dụng các đội đổ bộ đường không chiếm giữ các mục tiêu quan trọng tại Cáp Nhĩ Tân, Thẩm Dương, Trường Xuân, Cát Lâm, Đại Liên, cảng Lữ Thuận, Bình Nhưỡng. Chỉ huy các đội đổ bộ cũng được ủy quyền đàm phán sơ bộ về cách đầu hàng của quân đội Nhật Bản tại từng thành phố, tập hợp tình hình và báo cáo để Hội đồng Quân sự các Phương diện quân quyết định.
Lúc 17 giờ chiều ngày 18 tháng 8, đội đổ bộ đường không đầu tiên gồm 120 quân nhân do Trung tá A. G. Zabelin chỉ huy đáp máy bay từ Khorol đi Cáp Nhĩ Tân với nhiệm vụ chiếm giữ sân bay và các cây cầu qua sông Tùng Hoa chờ chủ lực Phương diện quân Viễn Đông 1, đồng thời tìm kiếm và bảo vệ Ngoại giao đoàn của Liên Xô trong Lãnh sự quán. Riêng Thiếu tướng G. A. Shelekhov, Phó Tham mưu trưởng Phương diện quân Viễn Đông 1, được uỷ nhiệm trao cho Bộ Chỉ huy Quân đội Nhật Bản tại Cáp Nhĩ Tân một tối hậu thư. Nhận được tối hậu thư buổi chiều, thì lúc 23 giờ, Trung tướng Uemura Mikio Tư lệnh Tập đoàn quân độc lập 4 (Nhật Bản) gửi văn bản chấp thuận đầu hàng kèm theo danh sách tướng lĩnh, sĩ quan trong khu vực Cáp Nhĩ Tân.
Sáng 19 tháng 8, một máy bay Il-4 được 5 chiếc Yak-3 hộ tống chở theo 4 sĩ quan và 6 binh sĩ do Đại tá Đặc mệnh A. I. Aktemenko chỉ huy bay tới Trường Xuân. Các máy bay tiêm kích Liên Xô đã khống chế không phận sân bay yểm hộ cho chiếc IL-4 hạ cánh an toàn. Đại tá A. I. Aktemenko được đưa thẳng đến Tổng Hành dinh lúc Đại tướng Yamada Otozō cùng với các sĩ quan thuộc cấp đang chờ sẵn. Sau khi đã nghe rõ các điều kiện đầu hàng, Đại tướng Yamada Otozō tháo kiếm trao cho Đại tá A. I. Aktemenko và cùng với Thủ tướng Mãn Châu Quốc Trương Cảnh Huệ ký vào biên bản đầu hàng sơ bộ sau đó. Trong khi đó, một đội đặc nhiệm nữa của Thiếu tá P. N. Avramenko đã đổ bộ tiếp xuống sân bay Trường Xuân, chiếm các vị trí quan trọng và tước vũ khí của quân nhân Nhật Bản tại đây. Tối ngày 19 tháng 8, cờ Nhật Bản trên nóc Tổng Hành dinh Đạo quân Quan Đông bị hạ xuống, cờ Liên Xô được treo lên. Theo tục lệ Nhật Bản, Đại tướng Yamada Otozō bố trí cháu trai đứng gác trước ngôi nhà mà Đại tá A. I. Aktemenko nghỉ lại như một sự bảo đảm an ninh tuyệt đối.
Buổi chiều cùng ngày, đội đổ bộ đường không thứ 3 dưới quyền Thiếu tướng Đặc mệnh A. D. Pritula gồm 225 quân nhân thuộc Tập đoàn quân Xe tăng Cận vệ 6 hạ cánh xuống sân bay Thẩm Dương. Tại đây, một Giám binh Nhật Bản và đại diện của Hoàng đế Phổ Nghi đã ra đón các sĩ quan Liên Xô. Ban đầu, với lý do bảo đảm an toàn cho bản thân, Hoàng đế Phổ Nghi đề nghị phía Liên Xô giam ông ta lại. Tuy nhiên, Nguyên soái A. M. Vasilevsky đã chỉ đạo các đơn vị dưới quyền phải đối đãi với tù binh theo công ước Genève, riêng Phổ Nghi là ngoại lệ và phải được bảo vệ và chăm sóc chu đáo.

### Chiến sự ở Nam Sakhalin

Chiến dịch tại Nam Sakhalin - Quần đảo Kuril.

Chiến dịch tấn công Nam Sakhalin và quần đảo Kuril được thực hiện bởi Quân đoàn 56 thuộc Tập đoàn quân 16 của Phương diện quân Viễn Đông 2 phối hợp với Chi hạm đội Bắc Thái Bình Dương (Liên Xô) cùng 2 sư đoàn Không quân. Tại phía Nam Sakhalin, Quân đội Nhật Bản có 2 cụm đề kháng mạnh được phòng thủ bởi Sư đoàn 88 và một số đơn vị tăng cường với tổng quân số khoảng 20.000 người.
Cuộc tấn công bắt đầu vào ngày 11 tháng 8 năm 1945. Dưới sự che chở của sương mù và rừng rậm, các tiểu đoàn đã thâm nhập cô lập các cứ điểm ngoại biên thành công. Sáng hôm sau, sau khi đè bẹp các cứ điểm này bằng các mũi đột kích từ nhiều phía, Quân đội Liên Xô đã xâm nhập vào trung tâm của cụm đề kháng.
Mũi tiến công dọc theo bờ sông Poronai vấp phải kháng cự kiên cường của Nhật Bản. Trong đêm 14 tháng 8, Quân đội Liên Xô bí mật vượt qua vùng đầm lầy, bất ngờ tập kích Koton, một đầu mối quan trọng trong đai phòng thủ Nhật Bản. Đến cuối ngày 17 tháng 8, Quân đoàn 56 đã thành công trong việc chia tách hệ thống phòng ngự của Quân đội Nhật Bản thành những cứ điểm độc lập; đè bẹp hoặc bức hàng các cứ điểm này vào hôm sau. Cũng trong thời gian này, Chi hạm đội Bắc Thái Bình Dương đã đổ bộ thành công hai tiểu đoàn trên bờ biển phía Nam Tōro, giữ sườn cho Quân đoàn 56 thẳng tiến về phía Nam Sakhalin và chiếm Toyohara vào ngày 25 tháng 8.
Sang ngày 19 tháng 8 Chính phủ Nhật Bản công bố việc đầu hàng vô điều kiện, nhưng Lữ đoàn Bộ binh 113 cùng các đơn vị tăng cường đổ bộ lên cảng Maoka vẫn bị kháng cự. Mặc dù Maoka bị chiếm vào buổi chiều cùng ngày, nhưng chiến sự vẫn tiếp diễn cho đến ngày 25 tháng 8, khi 18.320 quân Nhật chấp thuận đầu hàng. Trong cùng khoảng thời gian, một đơn vị của Lữ đoàn 113 được đổ bộ lên cảng Otomari, tiếp nhận đầu hàng của Quân đội Nhật Bản đồn trú ở đây.

### Chiến dịch đổ bộ lên Quần đảo Kuril

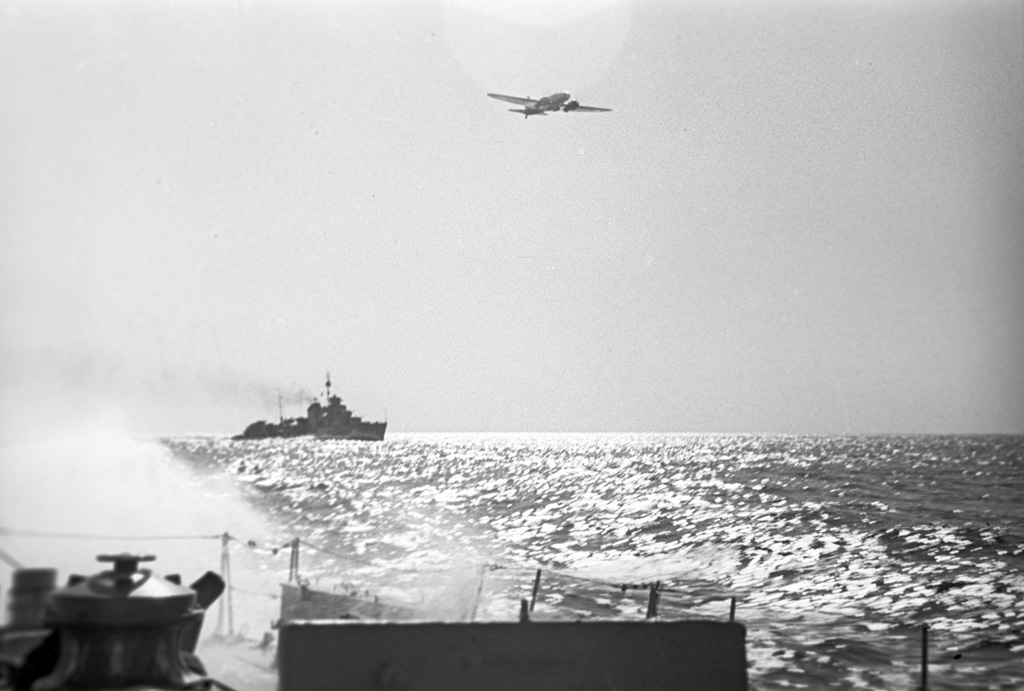
Hạm đội Thái Bình Dương (Liên Xô) triển khai đổ bộ lên quần đảo Kurin và ven biển Bắc Triều Tiên

Nhiệm vụ đổ bộ chiếm đóng các đảo Bắc và Trung Kuril được giao cho Quân khu Kamchatka và lực lượng Hải quân tại Petropavlovsk. Hoạt động đổ bộ được tiến hành trong những điều kiện khó khăn do thời gian chuẩn bị chỉ có 2 ngày. Trong khi đó, quần đảo được phòng thủ bởi trên 80.000 quân Nhật Bản, vững chắc nhất là đảo Shimushu gần bán đảo Kamchatka.
Ý đồ của chiến dịch là chiếm Shimushu làm đầu cầu cho các cuộc đổ bộ tiếp theo sau lên các đảo Paramushiru và Onekotan. Ngày 18 tháng 8, sau một đợt bắn phá vào Bắc Shimushu như thường lệ (vốn được tiến hành thường xuyên nhiều ngày trước đó) bởi các khẩu đội pháo duyên hải tại mũi Lopatka ở cực Nam bán đảo Kamchatka, tàu đổ bộ được che phủ bởi sương mù dày đặc đã tiếp cận hòn đảo. Lực lượng phòng thủ trên đảo bị bất ngờ; hai tuyến phòng ngự dọc bờ biển bị chiếm trong hành tiến, tuy nhiên, vẫn tiếp tục tổ chức kháng cự cho đến khi Đại Bản doanh Quân đội Nhật Bản ra lệnh buông vũ khí. Ngày 21 tháng 8, đảo Shimushu và Paramushiru đã nằm trong tay Quân đội Liên Xô.
Sau khi lệnh đầu hàng được công bố, Quân đội Nhật Bản trên các đảo còn lại đều không kháng cự, chỉ chờ các đội đổ bộ của Liên Xô đến và giao nộp vũ khí. Do đó, Quân đội Liên Xô lần lượt tiếp nhận đầu hàng ở các đảo: Onekotan và Shasukotan vào ngày 24 tháng 8, Matsuwa và ngày 26 tháng 8, Shimushiru ngày 28 tháng 8, Uruppu ngày 31 tháng 8. Phần Nam của quần đảo Kuril do Quân đoàn 87 từ Nam Sakhalin đổ bộ tiếp quản: đảo Etorofu vào ngày 28 tháng 8, Kunashiri vào ngày 1 tháng 9. Sau khi Đế quốc Nhật Bản chính thức đầu hàng, Quân đội Liên Xô còn tiếp tục đổ bộ lên nhóm đảo đá Habomai và chỉ hoàn tất vào ngày 5 tháng 9.

## Kết quả và đánh giá

### Kết quả quân sự
Từ ngày 19 đến hết ngày 20 tháng 8 năm 1945, hầu hết các đơn vị của Đạo quân Quan Đông đã ra hàng và giao nộp vũ khí cho Quân đội Liên Xô. Một số đơn vị lẻ trên đảo Sakhalin tiếp tục cầm cự đến ngày 25 tháng 8 do lệnh đầu hàng đến muộn; các đơn vị tại Quần đảo Kuril thì đến đầu tháng 9 mới đầu hàng hết khi các đội đổ bộ của Liên Xô đến. Toàn bộ quân nhân Nhật Bản ra hàng ở Mãn Châu gồm có 148 tướng, 594.000 sĩ quan và binh sĩ. Quân đội Liên Xô thu giữ 861 máy bay, 372 xe tăng, 1.434 khẩu pháo, 379 đầu máy xe lửa, 9.129 xe quân sự, rất nhiều kho tàng lương thực, thực phẩm, thiết bị quân sự và quân nhu các loại.
Ở phía Nam, Quân đội Liên Xô chiếm đóng Quân cảng Lữ Thuận, vốn là quân cảng cũ của Đế quốc Nga giai đoạn 1900-1905, đến năm 1950 thì trao trả lại cho Cộng hòa Nhân dân Trung Hoa. Một phần số vũ khí, phương tiện chiến tranh mà Liên Xô sử dụng trong chiến dịch Mãn Châu cùng với số chiến lợi phẩm tịch thu được của Đạo quân Quan Đông đã được để lại cho Quân Giải phóng Nhân dân Trung Quốc, gồm 3.700 pháo và súng cối, 600 xe tăng, 861 máy bay, 1.200 súng máy cộng đồng và gần 680 kho hàng quân sự các loại.
Ngoài các kết quả quân sự đó, Quân đội Liên Xô còn thu giữ một số tài liệu liên quan đến Đơn vị 731 ở toà nhà Tổng Hành dinh Đạo quân Quan Đông, từ đó phát hiện ra các phòng thí nghiệm vũ khí sinh học và hành vi thử nghiệm trên 10.000 tù binh chiến tranh và dân thường. Tại Toà án Quốc tế truy tố các tội phạm chiến tranh Nhật Bản tại Khabarovsk, Tosihidz Nisi, một trong các chuyên gia về vũ khí vi trùng đã khai nhận: Các tù nhân (Trung Quốc) đều được gây thương tích phần mềm bằng những kíp nổ nhỏ có gắn thuốc gây hoại thư. Sau một tuần, tất cả họ đều chết trong những cơn đau đớn kinh khủng.. Cũng tại toà án này, Đại tướng Yamada Otozō xác nhận "Quân đội Liên Xô tiến quân quá nhanh vào Mãn Châu khiến chúng tôi không kịp sử dụng vũ khí sinh học chống Liên Xô và các nước khác".

### Kết quả chính trị

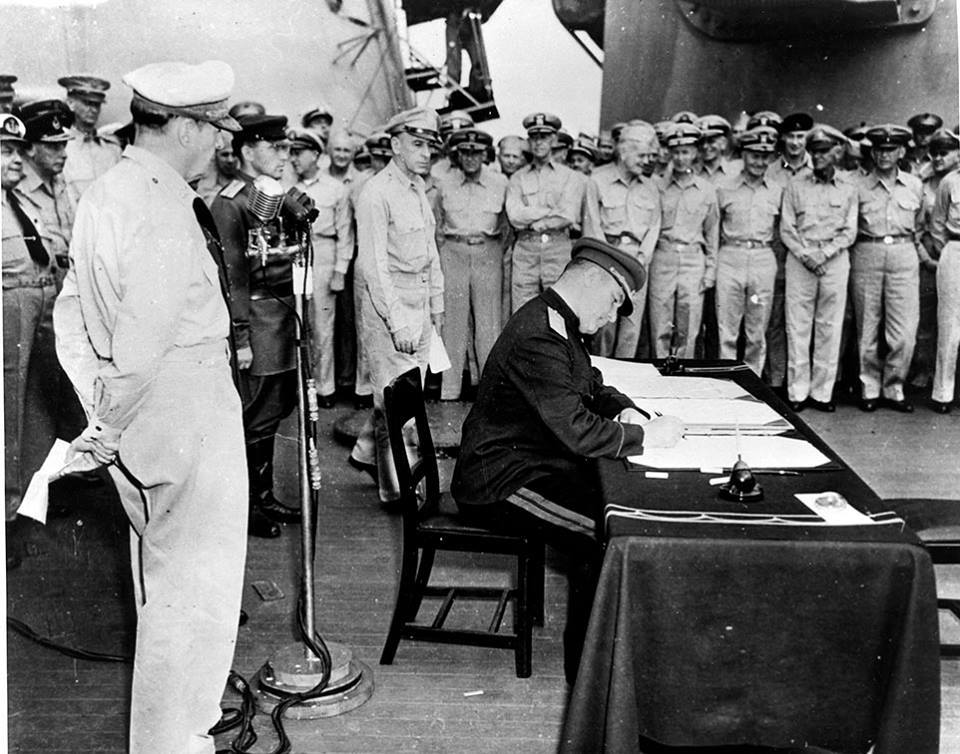
Trung tướng K. N. Derevianko đại diện Chính phủ Liên Xô ký biên bản xác nhận đầu hàng của Đế quốc Nhật Bản trên chiếc thiết giáp hạm USS Missouri của hải quân Mỹ

Ngày 2 tháng 9 năm 1945, trên thiết giáp hạm Missouri neo đậu trên vịnh Tokyo, Bộ trưởng Ngoại giao Mamoru Shigemitsu và Tổng Tham mưu trưởng Quân đội Yoshijirō Umezu đã đại diện cho Đế quốc Nhật Bản, ký vào văn bản đầu hàng vô điều kiện trước sự chứng kiến của đại diện các nước Đồng Minh. Trong quá trình chấp nhận đầu hàng của Đế quốc Nhật Bản, một số sử gia cho rằng chiến dịch Mãn Châu cùng với 2 quả bom nguyên tử ném xuống Nhật Bản là 2 nguyên nhân trực tiếp.
Sự tan rã của Đạo quân Quan Đông kéo theo sự sụp đổ của Quân đội và chính quyền bù nhìn Mãn Châu Quốc. Hoàng đế Khang Đức của Mãn Châu Quốc bị bắt về Liên Xô (sau đó ông ra tòa làm chứng về các tội phạm chiến tranh của Nhật, và được trao trả cho chính phủ Trung Quốc). Tuy nhiên, kết quả quan trọng nhất đối với Liên Xô là lấy lại phần lãnh thổ ở Nam Sakhalin, chiếm đóng và chính danh hoá cho sự chiếm đóng ở Quần đảo Kuril, qua đó làm chủ tuyến đường biển Pérouse Strait và mở thông đường ra Thái Bình Dương.
Cùng với sự đầu hàng của Đế quốc Nhật Bản, nhiều nước ở châu Á bị Nhật chiếm đóng đã được giải phóng hoặc đứng lên giành độc lập. Cộng hòa Indonesia tuyên bố độc lập ngày 17 tháng 8 năm 1945. Philippine được Quân đội Hoa Kỳ giải phóng, Malaysia được Quân đội Anh và Úc giải phóng. Bắc Triều Tiên do Quân đội Liên Xô giải phóng. Nam Triều Tiên do quân đội Hoa Kỳ giải phóng. Myanma, Campuchia, Lào cũng thoát khỏi đô hộ của Nhật Bản. Ở Việt Nam, Đế quốc Nhật Bản đầu hàng đã tạo tiền đề cho Cách mạng Tháng Tám thành công, dẫn tới sự kiện Chủ tịch Hồ Chí Minh đọc Tuyên ngôn độc lập đánh dấu sự ra đời của nước Việt Nam Dân chủ Cộng hoà ngày 2 tháng 9 năm 1945.

### Tranh luận về vai trò của chiến dịch
Cho đến nay, việc đánh giá vai trò của Chiến dịch Mãn Châu đối trong quá trình chấp nhận đầu hàng của Đế quốc Nhật Bản trong Chiến tranh Thái Bình Dương vẫn còn gây tranh cãi giữa các nhà sử học. Ở Hoa Kỳ, câu hỏi về tính chính đáng trong việc sử dụng vũ khí nguyên tử nhiều lần được khơi dậy, dẫn tới xu hướng chính thống hoá quan điểm của tác giả Robert J. C. Butow, cho rằng 2 quả bom nguyên tử ném xuống Hiroshima và Nagasaki là nguyên nhân quyết định đưa đến việc Nhật Bản sớm đầu hàng. Quan điểm này cũng được ủng hộ bởi các tác giả Hoa Kỳ có uy tín khác là Richard Frank (Downfall: The End of the Imperial Japanese Empire - New York: Random House, 1999) và Robert A. Pape, (Why Japan Surrendered International Security, 18, No. 2, 1993).
Tuy nhiên, cũng có những quan điểm khác. Bản thân cựu Thủ tướng Anh Churchill trong tác phẩm The Second World War đã cho rằng Sẽ sai lầm nếu cho rằng số phận của Nhật Bản là do những quả bom nguyên tử quyết định. Tuy nhiên ông cũng không nói do Liên Xô tấn công mà Nhật phải đầu hàng. Tác giả người Mỹ gốc Nhật Tsuyoshi Hasegawa đưa ra 2 luận điểm: việc Liên Xô tham chiến đã làm sụp đổ chiến lược kéo dài chiến tranh của phe chủ chiến Nhật Bản; diễn tiến quá nhanh của chiến dịch làm dấy lên lo ngại bị Liên Xô chiếm đóng, chủ nghĩa cộng sản có cơ hội khuếch trương ở Nhật. Ông cho rằng 2 điểm này chính là nguyên nhân trực tiếp dẫn tới quyết định đầu hàng của Đế quốc Nhật Bản.
Nhưng một câu hỏi khác - liệu việc Liên Xô tham chiến chống Nhật Bản có cần thiết và có chính đáng hay không - cũng là một khía cạnh gây tranh luận. Ở Liên Xô trước đây, quan điểm lịch sử chính thống là coi Chiến dịch Mãn Châu như là một phần của cuộc Chiến tranh Vệ quốc Vĩ đại, đồng thời Liên Xô có vai trò quốc tế to lớn trong việc giải phóng các nước châu Á khỏi ách đô hộ của chủ nghĩa phát xít Nhật. Quan điểm này vẫn được số đông các sử gia Nga sau thời kỳ perestroika đồng thuận. Tuy nhiên, cũng có những quan điểm ngược dòng nhận được sự đồng thuận rộng rãi ở ngoài nước Nga mà tiêu biểu là của sử gia Nga B.N. Slavinsky. Ông cho rằng động cơ tham chiến của Liên Xô gồm 2 thành tố chính: trả đũa cho thất bại của Đế quốc Nga năm 1904-1905 và lợi ích địa chính trị ở Viễn Đông.

## Tiến triển của nghệ thuật quân sự Xô viết
Mặc dù ưu thế vượt trội và sự bất ngờ chiến lược tạo ra nhờ các thủ thuật ngoại giao lẫn các biện pháp giữ bí mật chuyển quân khiến cho sự thất bại của Đạo quân Quan Đông là tất yếu, nhưng trên khía cạnh lý luận quân sự, chiến dịch cho thấy quân đội Liên Xô đã có một bước tiến dài từ những ngày đầu thực hành tác chiến chiều sâu. Ở năm 1945, Quân đội Liên Xô đã là một bậc thầy của nghệ thuật vận động chiến, một hình ảnh lặp lại của quân đội Đức Quốc xã ở thời kỳ 1940.
Trên tổng thể phân bố quân lực, vì cho rằng dãy Đại Hưng An là không thể vượt qua cũng như sa mạc Nội Mông rộng lớn cản trở việc đảm bảo hậu cần quy mô lớn, nên Đạo quân Quan Đông chỉ chặn 2 tuyến đường sắt ở Tây Bắc và tập trung quân cho Đông và Trung bộ Mãn Châu. Do đó, khi vượt dãy Đại Hưng An thành công, thì Tập đoàn quân Xe tăng Cận vệ 6 đã thực tế đánh sụp chiến lược phòng ngự của Đạo quân Quan Đông mà không cần một trận chiến nào. Vì thế, đây là một thắng lợi lớn của vận động chiến ở cấp độ chiến lược - chiến dịch.
Trên khắp mặt trận, các mũi tiến quân của quân đội Liên Xô qua núi cao, đất lầy, rừng rậm, sông sâu... đi vòng bao vây các cụm đề kháng và triển khai tấn công hầu như ở mọi hướng, phá hoại kế hoạch phòng thủ khiến cho các chỉ huy Nhật Bản thực sự bối rối. Không những thế, hầu như ở địa hình khó như thế nào cũng có xe tăng, triệt để khai thác điểm yếu thiếu hoả lực chống tăng của Nhật Bản, khiến các đơn vị Nhật Bản phải sử dụng chiến thuật cảm tử một cách tuyệt vọng. Trong toàn cuộc chiến tranh thế giới thứ 2, chưa có chiến dịch nào mà bức tranh vận động chiến ở cấp độ chiến dịch - chiến thuật lại sinh động như thế.
Ở cấp độ chiến thuật, các thê đội tiên phong xây dựng xung quanh lữ đoàn xe tăng của quân đội Liên Xô luôn là đe dọa thường trực của các sư đoàn Nhật Bản. Với hoả lực mạnh, linh hoạt và được chỉ huy một cách sáng tạo, thê đội tiên phong được sử dụng rộng rãi để hoàn tất đột phá phòng ngự, thọc sâu cắt đường hay truy kích sát nút, không để cho các sư đoàn Nhật Bản kịp đứng vững chân ở các vị trí phòng ngự trung gian. Không đứng chân phòng ngự được, nên chiến thuật phòng ngự dẻo của Đạo quân Quan Đông đã bị chiến thuật vận động của quân đội Liên Xô phá hoại ngay từ gốc.
Nhìn tổng quan, nghệ thuật vận động chiến ở mọi cấp độ đã làm nên chiến thắng của Quân đội Xô viết trong chiến dịch: trong khi các đơn vị nhỏ thực hiện vận động, bao vây cô lập các cụm đề kháng hay các đơn vị chiến thuật của quân đội Nhật Bản, thì các quân đoàn vận động bao vây nhiều sư đoàn, còn mũi tiến quân của các Phương diện quân tạo nên những cái túi cấp Tập đoàn quân hoặc lớn hơn. Việc thực hiện vận động bao vây ở mọi cấp đơn vị, mọi hướng tấn công đã thực sự làm tê liệt, dẫn tới sụp đổ của Đạo quân Quan Đông.